# Personaggi minori di Inazuma Eleven 3
Qui di seguito sono indicati i personaggi secondari della serie di videogiochi Inazuma Eleven e del manga e dell'anime da essa tratti, comparsi nel terzo videogioco della serie e nella terza parte dell'anime (episodi 68-127). Alcuni di essi erano già comparsi o sono ricomparsi in seguito. I nomi dei personaggi sono stati modificati rispetto all'originale sia nella versione italiana del videogioco che in quella dell'anime, e sono gli stessi delle altre versioni europee.

## Squadre del Football Frontier International

### Torneo di qualificazione asiatico

#### Fase finale
|  | Quarti di finale | Quarti di finale  | Quarti di finale  |             |               | Semifinali | Semifinali | Semifinali |  |  | Finale | Finale        | Finale |
|  |                  |                   |                   |             |               |            |            |            |  |  |        |               |        |
|  |                  | Inazuma Japan     | 2                 |             |               |            |            |            |  |  |        |               |        |
|  |                  | Big Waves         | 1                 |             |               |            |            |            |  |  |        |               |        |
|  |                  | Big Waves         | 1                 |             | Inazuma Japan | 3          |            |            |  |  |        |               |        |
|  |                  |                   |                   |             | Inazuma Japan | 3          |            |            |  |  |        |               |        |
|  |                  |                   | Leoni del Deserto | 2           |               |            |            |            |  |  |        |               |        |
|  |                  | Garuda Volanti    | Leoni del Deserto | 2           | ?             |            |            |            |  |  |        |               |        |
|  |                  | Garuda Volanti    |                   |             | ?             |            |            |            |  |  |        |               |        |
|  |                  | Leoni del Deserto | ?                 |             |               |            |            |            |  |  |        |               |        |
|  |                  |                   |                   |             |               |            |            |            |  |  |        | Inazuma Japan | 4      |
|  |                  |                   |                   | Fire Dragon | 3             |            |            |            |  |  |        |               |        |
|  |                  | Barracuda         | ?                 |             |               |            |            |            |  |  |        |               |        |
|  |                  | Re Mediani        | ?                 |             |               |            |            |            |  |  |        |               |        |
|  |                  | Re Mediani        | ?                 |             | Barracuda     | 0          |            |            |  |  |        |               |        |
|  |                  |                   |                   |             | Barracuda     | 0          |            |            |  |  |        |               |        |
|  |                  |                   | Fire Dragon       | 4           |               |            |            |            |  |  |        |               |        |
|  |                  | Red Viper         | Fire Dragon       | 4           | ?             |            |            |            |  |  |        |               |        |
|  |                  | Red Viper         |                   |             | ?             |            |            |            |  |  |        |               |        |
|  |                  | Fire Dragon       | ?                 |             |               |            |            |            |  |  |        |               |        |

### Big Waves (Australia)
Nome originale: Big Waves (ビッグウェイブス?, Biggu Weibusu)

La prima squadra che l'Inazuma Japan affronta nei quarti di finale per le qualificazioni del Football Frontier International. Sono specializzati nella difesa e in mosse acquatiche, e, quando sono in difficoltà, usano tecniche di terra. Il loro allenatore è Robert Cliser (ロベルト・クライザー?, Roberuto Kuraizā).
Tattica Micidiale: Bunker Asfissiante (Box Lock Defense, ボックスロックディフェンス?, Bokkusu rokku defensu):

Consiste in quattro giocatori che circondano il possessore di palla avversario. In questo modo, l'avversario non può né dribblare né fare passaggi.
Gene "Whale" Whalon, nome originale Jean Baker (ジーン・ベイカー?, Jīn Beikā), portiere, numero 1

Il portiere più famoso dell'Australia. Ferma i tiri usando la forza dell'oceano. Alto di statura, ha i capelli grigi di cui un ciuffo gli cade sull'occhio sinistro. Imbattuto per molto tempo grazie alla sua tecnica:
- Barriera Oceanica (Great Barrier Reef, グレートバリアリーフ?, Gurēto baria rīfu):

Tecnica di parata. Whalon evoca, con un gesto della mano, un muro d'acqua che blocca il pallone, facendolo passare dalla barriera corallina nel braccio destro del portiere.
David "Water" Waterman (デビット・ウォーターマン （ウォーター）?, Debiddo Wōtāman (Wōtā)), difensore, numero 2

Giocatore che si è fatto le ossa nel calcio australiano. Ha i capelli viola spinosi.
Sonny "Beaches" Shore, nome originale Shine Beach (シャイン・ビーチ?, Shain Bīchi), difensore, numero 3

Ambientalista sfegatato. Detesta la sola vista di una spiaggia inquinata. È il più basso della squadra. Ha gli occhi color magenta.
Kjell "Turtle" Snapper, nome originale Carmay "Turtle" Kohler (カーメイ・コーラー （タートル）?, Kāmei Kōrā (Tātoru)), difensore, numero 4

Ha uno stile di gioco ispirato agli antichi aborigeni. È basso e tarchiato. Ha i capelli rosso-verdi e la carnagione scura.
Ken "Kraken" Crackham, nome originale Clark "Kraken" Kane (クラーク・ケイン （クラーケン）?, Kurāku Kein (Kurāken)), difensore, numero 5

Un ragazzo che s'impegna nella salvaguardia della biodiversità australiana. Ha i capelli marroni.
Shawn "Prawn" Princeton, nome originale Sully "Shrimp" Princeton (シュリー・プリンストン （シュリンプ）?, Shurī Purinsuton (Shurinpu)), centrocampista, numero 6

Ha uno straordinario talento nel trovare minerali a occhio nudo. Assomiglia a una scimmia ed è molto basso di statura.
Matt "Fisher" Fischer, nome originale Matt "Angler" Angle (マット・アングル （アングラー）?, Matto Anguru (Angurā)), centrocampista, numero 7

Un giocatore che usa pazienza e disciplina come punti forti. È il più alto della squadra. Indossa degli occhiali e ha i capelli biondi e la carnagione scura.
Hank "Hang-Ten" Tennyson, nome originale Surf "Surfing" Winders (サーフ・ウィンダス （サーフィン）?, Sāfu Windasu (Sāfin)), centrocampista, numero 8

Surfista appassionato che gira per il mondo alla ricerca dell'onda perfetta. Ha i capelli celesti e indossa occhiali subacquei.
Dolph "Dolphin" Hensen, nome originale Nice Dolphin (ニース・ドルフィン?, Nīsu Dorufin), centrocampista e capitano, numero 9

Doppiato in giapponese da Kensuke Satō e in italiano da ? (anime) e ? (Inazuma Eleven Strikers)

Capitano dei Big Waves cresciuto sulle rive australiane. Ha i capelli lunghi e biondi e la carnagione abbronzata. Molto astuto, è il regista della squadra.
Hamilton "Reef" Reith, nome originale Reef Hamilton (リーフ・ハミルトン?, Rīfu Hamiruton), attaccante, numero 10

Adora immergersi nell'oceano per osservare i pesci tropicali della barriera corallina. Ha un aspetto che lo fa somigliare ad una femmina. Ha i capelli verde melma. Il suo nome è un riferimento alla Grande Barriera Corallina (in inglese Great Barrier Reef).
Joe "Jaws" Dawes, nome originale Joe "Jaws" Jones (ジョー・ジョーンズ （ジョーズ）?, Jō Jōnzu (Jōzu)), attaccante, numero 11

Doppiato in giapponese da Mamoru Miyano e in italiano da ? (anime)

È in grado di attaccare quando gli avversari non se lo aspettano. Giocatore coriaceo dal passo vellutato, è la prima punta della squadra. Assomiglia ad uno squalo ed ha i capelli blu corti. La sua tecnica è il:
- Megalodonte (Megalodon, メガロドン?, Megarodon):

Tecnica di tiro. Dawes tira e la palla viene accompagnata da un minaccioso squalo gigante verso la porta. Il Megalodonte è uno squalo preistorico ormai estinto.
Quincy "C-Horse" Horace, nome originale Quincy "Seahorse" Horst (クインシー・ホースト （シーホース）?, Kuinshī Hōsuto (Shīhōsu)), portiere, numero 12

Adora esplorare l'entroterra australiano per scovare miniere d'oro. È il portiere di riserva. Ha i capelli biondi lunghi e un cappello. Usa:
- Blocco Glaciale (Ice Block, アイスブロック?, Aisu burokku):

Tecnica di parata usata solo nel gioco. Horace congela il pugno e colpisce il pallone ghiacciandolo.
- Barriera Oceanica (Great Barrier Reef, グレートバリアリーフ?, Gurēto baria rīfu):

Tecnica di parata usata solo nel gioco.
Holly Summers, nome originale Holly "Summer" Summers (ホリー・サマーズ （サマー）?, Horī Samāzu (Samā)), centrocampista, numero 13

Doppiato in giapponese da Yuka Nishigaki e in italiano da ? (anime)

Si ostina sempre a vestirsi da Babbo Natale ogni anno, anche se dicembre è un mese caldo in Australia. Ha i capelli marroni che gli coprono un occhio. A differenza dei suoi compagni, usa tecniche di terra come il:
- Colpo del Canguro (Kangaroo Kick, カンガルーキック?, Kangarū kikku):

Tecnica di dribbling. Summers alza la palla, si volta e la colpisce all'indietro con i piedi uniti, scaraventandola addosso all'avversario.
Derek "K-Rab" Rabson, nome originale Clive "Crab" Scissors (クライブ・シザース （クラブ）?, Kuraibu Shizāsu (Kurabu)), centrocampista, numero 14

Giocatore di grande talento capace di mettere in difficoltà i centrocampisti avversari. Ha i capelli marrone chiaro e una barbetta. Entra nel secondo tempo contro la Inazuma Japan e viene incaricato da Robert di marcare stretto Hurley Kane.
Barack "Barracuda" Daniels, nome originale Daniel "Barracuda" Barrack (ダニエル・バラック （バラクーダ）?, Danieru Barakku (Barakūda)), difensore, numero 15

Doppiato in giapponese da Shūhei Sakaguchi e in italiano da ? (anime)

Ragazzo che fa l'allevatore di mestiere e sogna di produrre la migliore carne bovina del mondo. Ha occhi senza pupille ed è robusto. Usa:
- Foresta di Pietra (Gravestone, グレイブストーン?, Gureibusutōn):

Tecnica di difesa. Barack salta e, quando ricade, dà due potenti pugni al terreno, innalzando una serie di speroni di roccia appuntiti che sbalzano via l'avversario.
Bruce Marlin (ブルース・マーリン?, Burūsu Mārin), attaccante, numero 16

Giocatore temibile. Le sue forti gambe sono come quelle di un canguro. Ha i capelli biondi e indossa occhiali da mare.

### Leoni del Deserto (Qatar)
Nome originale: Desert Lion (デザートライオン?, Dezāto Raion)

La squadra che affronta l'Inazuma Japan alle semifinali. Essendo persone abituate al deserto, non patiscono il caldo e ciò li rende degli avversari ostili. La loro allenatrice è Eliza Manon (エリザ・マノン?, Eriza Manon). Non possiedono alcuna Tattica Micidiale e usano pochissime tecniche individuali.
Nasir Mustafa (ナセル・ムスタファ?, Naseru Musutafa), portiere, numero 1

Doppiato in giapponese da Yūki Kaji e in italiano da ? (anime)

Discendente di una tribù prestigiosa che aspetta che torni vittorioso. Il primo portiere della squadra. Nel primo tempo della partita contro l'Inazuma Japan non sembra essere un grande portiere, mentre nel secondo tempo mostra la sua potente tecnica di parata:
- Vortice di Sabbia (Storm Rider, ストームライダー?, Sutōmu raidā):

Dopo diverse giravolte, Nasir sferza il terreno facendo innalzare un vortice di sabbia. Dopodiché, il portiere riacciuffa la palla che nel frattempo è rimasta intrappolata nel vortice.
Faraz Farooq, nome originale Fal Farouk (ファル・ファルーク?, Faru Farūku), difensore, numero 2

Famoso per le sue torte di datteri. Grosso di statura. Ha i baffi e una bandana.
Bilal Kalil, nome originale Bjorn Kyle (ビヨン・カイル?, Biyon Kairu), difensore e capitano, numero 3

Doppiato in giapponese da Satoshi Katōgi (terzo gioco e anime) e Chikara Ōsaka (giochi della serie Strikers) e in italiano da ? (anime) e Renato Novara (Inazuma Eleven Strikers)

Un ragazzo misterioso che guida la squadra senza cadere mai. È il capitano della squadra. È un tipo sinistro, vanitoso e scaltro. È inoltre molto abile nei contrasti e nelle incursioni. Il suo tiro è il:
- Sole del Deserto (Mirage Shoot, ミラージュシュート?, Mirāju shūto):

Bilal tira e la palla crea un effetto ottico mentre si dirige in porta.
Jamila Wali, nome originale Jamel Jamad (ジャメル・ジャマドゥ?, Jameru Jamadu), difensore, numero 4

Instancabile viaggiatore che sogna un mondo libero dalla dipendenza dal petrolio. Basso di statura, assomiglia ad una capra.
Musa Sylla, nome originale Musa Saila (ムサ・サイラー?, Musa Sairā), difensore, numero 5

Sogna di voler migliorare e diversificare l'industria manifatturiera qatariota. Grosso di statura, ha i capelli marroni e una folta barba.
Yusuf Massoud, nome originale Yusuf Muhadi (ユスフ・ムハディ?, Yusufu Muhadi), centrocampista, numero 6

Ama le tradizioni del suo paese e non vorrebbe mai trasferirsi lontano. Ha i capelli viola, dei baffetti e una bandana bianco-lilla.
Sulayk Sulaiman, nome originale Sly Sulayman (スライ・スライマーン?, Surai Suraimān), centrocampista, numero 7

Sogna di aiutare il Qatar con un'invenzione che possa desalinizzare l'acqua marina. Ha i capelli biondi e una bandana nera che gli copre la bocca.
Sayid Armand, nome originale Seid Armand (セイド・アルマンド?, Seido Arumando), centrocampista, numero 8

È preoccupato per l'economia del Paese, incentrata sull'esportazione del petrolio. Ha i capelli e la barba blu.
Mansur Jasim, nome originale Messa Jashim (メッサー・ジャシム?, Messā Jashimu), centrocampista, numero 9

È il più alto della squadra e ha una faccia rettangolare.
Zack Abdulla (ザック・アブドゥラ?, Zakku Abudura), attaccante, numero 10

Doppiato in giapponese da Nobuya Mine e in italiano da ? (anime)

La sua famiglia è dedita all'allevamento di cammelli. Scaltro e furbo, ma molto veloce. Indossa una bandana viola. È vanitoso, come del resto il suo capitano Bilalh. Usa nel gioco la tecnica Sole del Deserto (Mirage Shoot, ミラージュシュート?, Mirāju shūto).
Majdi Ismail (マジディ・イスマイール?, Majidi Isumaīru), attaccante, numero 11

Doppiato in giapponese da Miho Hino e in italiano da ? (anime)

Adora spaventare le ragazze con i rettili che cattura nel deserto. Aggressivo e sicuro di sé, era determinato a vincere la partita contro l'Inazuma Japan. Usa nel gioco la tecnica Sole del Deserto (Mirage Shoot, ミラージュシュート?, Mirāju shūto).
Talal Hamad (タラル・ハマド?, Tararu Hamado), portiere, numero 12

Sogna di diventare un conduttore televisivo di un'emittente della zona mediorientale. Grosso di statura, ha i capelli blu. Nel gioco usa le tecniche:
- Vortice di Sabbia (Storm Rider, ストームライダー?, Sutōmu raidā)
- Ciclone Incrociato (Tsumuji, つむじ? lett. "Vortice d'aria dietro la testa"):

Hamad evoca due tornado che bloccano il pallone, cosicché Hamad può riacciuffarlo in volo.
- Parata Vortice (Tornado Catch, トルネードキャッチ?, Torunēdo kyacchi):

Hamad corre verso il pallone roteando su se stesso e generando quindi un tornado e afferra il pallone in volo.
Hasan Ahmed, nome originale Hassan Ahmed (ハッサン・アーメド?, Hassan Āmedo), difensore, numero 13

Soprannominato "L'aquila del Qatar" per la sua abilità nello scagliarsi sul pallone. Ha capelli e carnagione marrone.
Khalfan Jibril, nome originale Halfan Jibril (ハルファン・ジブリール?, Harufan Jiburīru), difensore, numero 14

Gli sta molto a cuore la protezione delle moschee e dell'arte mediorientale. Grosso di statura, ha la carnagione pallida e capelli marroni.
Rajab Ismail (ラジャブ・イスマイール?, Rajabu Isumaīru), centrocampista, numero 15

Sogna di diventare uno scrittore famoso. Piccolo di statura, indossa una bandana rosa chiaro.
Adel Siddique (アデル・シディク?, Aderu Shidiku), attaccante, numero 16

Un cineasta in erba che sogna di fondare una propria casa cinematografica in Qatar. Di statura bassa, ha uno sguardo aggressivo. Nel gioco usa le tecniche Tiro Dinamite (Dynamite Shoot, ダイナマイトシュート?, Dainamaito shūto), Sole del Deserto (Mirage Shoot, ミラージュシュート?, Mirāju shūto) e Palla di Ferro (Heavy Baby, ヘビーベイビー?, Hebī beibī).

### Fire Dragon (Corea del Sud)
Nome originale: Fire Dragon (ファイアードラゴン?, Faiā Doragon)

La squadra che affronta l'Inazuma Japan alle finali del girone asiatico del FFI. Forte in attacco e in difesa grazie alle tattiche di Changsu Choi.
Tattica Micidiale: Pressing Perfetto (Perfect Zone Press, パーフェクトゾーンプレス?, Pāfekuto zōn puresu):

Consiste in sette giocatori che circondano il possessore di palla avversario, formando due "cerchi" che si stringono sempre di più cercando di rubare la palla all'avversario. L'Inazuma Japan rompe tale tattica con Oltre il Cielo.
Jang Cho, nome originale Jo Jung Soo (チョ・ジョンス?, Cho Jonsu), portiere, numero 1

Doppiato in giapponese da Yakkun Sakurazuka e in italiano da ? (anime)

Molto ambizioso, vuole mettere alla ribalta la sua squadra nei tornei internazionali. Ha la carnagione pallida e i capelli rossi. È specializzato in tecniche di fuoco, infatti usa:
- Scarica Esplosiva (Dai Bakuhatsu Harite, 大爆発張り手? lett. "Grande harite esplosivo"):

Le mani di Jang Cho prendono fuoco; dopodiché egli le sbatte e colpisce ripetutamente la palla finché non viene respinta. Il termine harite (張り手?) è utilizzato nel sumo per indicare lo schiaffo con la mano aperta.
- Soffio di Fuoco (Kaen Hōsha, 火炎放射?):

Jang Cho usa questa tecnica solo nel gioco. Jung Soo prende aria e poi dalla sua bocca esce una scia di fuoco che intercetta e blocca il tiro.
Umi Wang, nome originale Hwan Woo-Myang (ファン・ウミャン?, Fan Umyan), difensore, numero 2

Erede di un ricco impero dell'industria. Viene da una scuola prestigiosa. Ha la faccia per metà chiara e per metà scura. Usa:
- Fiamma Sfrecciante (Chibashiri Kaen, 地走り火炎? lett. "Fiamma del primo raccolto della terra").

Umi Wang sferza l'aria con la gamba e ruba la palla all'avversario con la gamba avvolta dalle fiamme.
Doyo Hong, nome originale Hong Doo-Yoon (ホン・ドゥユン?, Hon Duyun), difensore, numero 3

Detesta il cibo piccante, anche se la cucina coreana è nota per il grande uso di peperoncino. Di statura bassa, ha i capelli verde pisello. Nel gioco usa le tecniche:
- Tuono del Vulcano (Volcano Cut, ボルケノーカット?, Borukenō katto):

Simile al Taglio Roteante di Malcom, solo che dal taglio escono fiamme ed esso può bloccare i tiri.
- Fiamma Sfrecciante (Chibashiri Kaen, 地走り火炎? lett. "Fiamma del primo raccolto della terra").

Doyo Hong sferza l'aria con la gamba e ruba la palla all'avversario con la gamba avvolta dalle fiamme.
Minho Cho, nome originale Cho Myong-Ho (チョウ・ミョンホ?, Chou Myonho), difensore, numero 4

Gioca a calcio traendo esperienza dal Taekwondo. Ha la carnagione scura e i capelli verdi.
Songwan Ko, nome originale Ko Seong-Hwan (コ・ソンファン?, Ko Sonfan), difensore, numero 5

È molto bravo sia a calcio che a baseball, ma non ha ancora deciso a quale sport dedicarsi. Ha la faccia rettangolare e il naso appuntito. Usa la tecnica:
- Fiamma Sfrecciante (Chibashiri Kaen, 地走り火炎? lett. "Fiamma del primo raccolto della terra").

Songwan Ko sferza l'aria con la gamba e ruba la palla all'avversario con la gamba avvolta dalle fiamme.
Pekyomg Park, nome originale Park Baek-Yeon (パク・ペクヨン?, Paku Bekuyon), centrocampista, numero 6

Ha deciso di diventare calciatore professionista in modo da evitare lo studio. Ha la carnagione scura e una bandana rosa chiaro che gli copre la bocca.
Changsu Choi, nome originale Chae Chan-soo (チェ・チャンスウ?, Che Chansuu), centrocampista e capitano, numero 7

Doppiato in giapponese da Tōru Nara e in italiano da Marco Vivio (anime) e ? (Inazuma Eleven Strikers)

Ha i capelli neri cespugliosi con degli occhialetti nel mezzo e ha sempre gli occhi chiusi. È il più grande regista della Corea. Grazie a lui i Fire Dragon attuano il Pressing Perfetto, una tattica micidiale che consiste in sette giocatori che ruotano vorticosamente intorno al portatore di palla per rubargliela. È chiamato il "domatore di draghi" (dragon tamer) proprio per la sua incredibile capacità di gestione delle manovre della squadra. In Inazuma Eleven GO: Galaxy è l'allenatore della nuova Fire Dragon. La sua tecnica è il:
- Salto Abissale (Naraku Otoshi, ならく落とし? lett. "Trampolino infernale"):

Changsu Choi colpisce con il tacco il pallone che, sbattendo per terra, colpisce in pieno petto l'avversario.
Enyong Kim, nome originale Kim Eun-Young (キム・ウンヨン?, Kimu Un'yon), centrocampista, numero 8

Esperto di videogiochi. Anche se va ancora alle medie, ha vinto numerosi tornei. Molto grosso, ha capelli e barba blu e la carnagione rosa scuro.
Byron "Aphrodite" Love, nome originale Terumi "Aphrodi" Afuro (亜風炉 照美 （アフロディ）?, Afuro Terumi (Afurodi)), attaccante, numero 9
Claude Beacons, nome originale Haruya Nagumo (南雲 晴矢?, Nagumo Haruya), attaccante, numero 10
Bryce Whitingale, nome originale Fūsuke Suzuno (涼野 風介?, Suzuno Fūsuke), attaccante, numero 11
Chi-Won Ho, nome originale Ho Ji-Nan (ホ・チナン?, Ho Chinan), portiere, numero 12

Viene dalla regione sud della Corea e detesta gli inverni rigidi di Seul. Di statura media, indossa una specie di turbante color senape. Nel gioco usa anche lui come Jang Cho la tecnica Scarica Esplosiva (Dai Bakuhatsu Harite, 大爆発張り手? lett. "Grande harite esplosivo").
Dong-Hyun Seul, nome originale Seol Hyeon-Dae (ソル・ヒョンデ?, Soru Hyonde), difensore, numero 13

Regista in erba che sogna di vincere un prestigioso premio. È di statura alta.
Jung-Hoon Yi, nome originale Lee Cheong-Yun (イ・チョンユン?, I Chon'yun), centrocampista, numero 14

Tutti lo rispettano per il suo comportamento dignitoso verso gli anziani. Ha i capelli blu.
Sung-Jin Noh, nome originale No Seong-Jun (ノ・ソンジュン?, No Sonjun), attaccante, numero 15

Vuole far conoscere il K-pop a tutto il mondo. Ha i capelli viola.
Joon-Ho Ja, nome originale Cha Jeon-Won (チャ・ジョンウォン?, Cha Jonwon), centrocampista, numero 16

Ragazzo dalla grande inventiva. Spera di portare un nuovo dispositivo digitale sul mercato. Ha i capelli grigi e occhiali rossi.

### Fase a gironi ed eliminatorie del mondiale

#### Risultati delle partite del Gruppo A
- 1ª giornata
  -  Inazuma Japan vs.  I Cavalieri della Regina: 3-2
  -  Orfeo vs.  L'Unicorno: 0-0/3-2 (manga e videogioco)
- 2ª giornata
  -  L'Impero vs.  Inazuma Japan: 2-1
  -  Orfeo vs.  I Cavalieri della Regina: 2-1
- 3ª giornata
  -  L'Unicorno vs.  I Cavalieri della Regina: 1-0
  -  Orfeo vs.  L'Impero: 2-1
- 4ª giornata
  -  Inazuma Japan vs.  L'Unicorno: 4-3
  -  I Cavalieri della Regina vs.  L'Impero: 1-0
- 5ª giornata
  -  Inazuma Japan vs.  Orfeo: 3-3/4-3 (manga e videogioco)
  -  L'Impero vs.  L'Unicorno: 1-0

#### Risultati delle partite del Gruppo B
- 1ª giornata
  -  Grifoni della Rosa vs.  Brigata Brocken: 3-2
  -  Il Regno vs.  Matador Scarlatti: 2-1
- 2ª giornata
  -  Il Regno vs.  Brigata Brocken: 3-1
  -  Matador Scarlatti vs.  Piccoli Giganti: 1-1
- 3ª giornata
  -  Matador Scarlatti vs.  Grifoni della Rosa: 2-1
  -  Il Regno vs.  Piccoli Giganti: 1-1/2-1 (manga e videogioco)
- 4ª giornata
  -  Piccoli Giganti vs.  Grifoni della Rosa: 3-1
  -  Brigata Brocken vs.  Matador Scarlatti: 2-1
- 5ª giornata
  -  Il Regno vs.  Grifoni della Rosa: 3-0
  -  Brigata Brocken vs.  Piccoli Giganti: 1-1

#### Classifica Gruppo A
| Pos. | Squadra                  | Pt | G | V | P | S | GF | GS | DR |
| ---- | ------------------------ | -- | - | - | - | - | -- | -- | -- |
| 1.   | Orfeo                    | 8  | 4 | 2 | 2 | 0 | 7  | 5  | +2 |
| 2.   | Inazuma Japan            | 7  | 4 | 2 | 1 | 1 | 11 | 10 | +1 |
| 3.   | L'Impero                 | 6  | 4 | 2 | 0 | 2 | 3  | 3  | 0  |
| 4.   | L'Unicorno               | 4  | 4 | 1 | 1 | 2 | 4  | 6  | –2 |
| 5.   | I Cavalieri della Regina | 3  | 4 | 1 | 0 | 3 | 4  | 6  | –2 |

#### Classifica Gruppo B
| Pos. | Squadra            | Pt | G | V | P | S | GF | GS | DR |
| ---- | ------------------ | -- | - | - | - | - | -- | -- | -- |
| 1.   | Il Regno           | 10 | 4 | 3 | 1 | 0 | 9  | 3  | +6 |
| 2.   | Piccoli Giganti    | 6  | 4 | 1 | 3 | 0 | 5  | 3  | +2 |
| 3.   | Matador Scarlatti  | 4  | 4 | 1 | 1 | 2 | 5  | 6  | –1 |
| 4.   | Brigata Brocken    | 4  | 4 | 1 | 1 | 2 | 7  | 9  | –2 |
| 5.   | Grifoni della Rosa | 4  | 4 | 1 | 1 | 2 | 7  | 10 | –3 |

### Fase finale
|  | Semifinali      | Semifinali      | Semifinali      |                 |               | Finale        | Finale | Finale |  |
|  |                 |                 |                 |                 |               |               |        |        |  |
|  | Inazuma Japan   | Inazuma Japan   | 3               |                 |               |               |        |        |  |
|  | Inazuma Japan   | Inazuma Japan   | 3               |                 |               |               |        |        |  |
|  | Il Regno        | Il Regno        | 2               |                 |               |               |        |        |  |
|  | Il Regno        | Il Regno        | 2               |                 | Inazuma Japan | Inazuma Japan | 3      |        |  |
|  |                 |                 |                 |                 | Inazuma Japan | Inazuma Japan | 3      |        |  |
|  |                 |                 | Piccoli Giganti | Piccoli Giganti | 2             |               |        |        |  |
|  | Orfeo           | Orfeo           | Piccoli Giganti | Piccoli Giganti | 2             | 0             |        |        |  |
|  | Orfeo           | Orfeo           |                 |                 |               |               |        |        |  |
|  | Piccoli Giganti | Piccoli Giganti | 8               |                 |               |               |        |        |  |

### I Cavalieri della Regina (Inghilterra)
Nome originale: Knights of Queen (ナイツオブクィーン?, Naitsu obu Kwīn)

La prima squadra che l'Inazuma Japan affronta nel girone A. Forte nell'offensiva grazie al capitano Edgar. Il loro allenatore è Aaron Adams (アーロン・アダムス?, Āron Adamusu). Nonostante sia la squadra campione d'Europa (nella versione originale) nel girone A si ritrova all'ultimo posto dopo ben tre sconfitte contro l'Inazuma Japan, l'Orfeo e l'Unicorno e una vittoria contro L'Impero. Affronta l'Inazuma Japan e la Orfeo nello Stadio dell'Idra (ウミヘビスタジアム?, Umihebi Sutajiamu).
Tattiche Micidiali:
- Scudo dei Cavalieri (Absolute Knights, アブソリュートナイツ?, Abusoryūto naitsu):

Tattica difensiva che consiste in cinque giocatori che formano una punta. Se il possessore di palla avversario ci "entra", dovrà dribblare tutti i giocatori ma finisce con l'avere la palla rubata.
- Lancia Invincibile (Muteki no Yari, むてきのヤリ?):

Tattica offensiva in cui tre giocatori circondano il possessore di palla amico formando una "lancia" che penetra la difesa.
Freddy McQueen (フレディ・マックイーン?, Furedi Makkuīn), portiere, numero 1

Doppiato in giapponese da Gō Shinomiya e in italiano da ? (anime)

Sogna di diventare un agente segreto al servizio della corona. Alto e imponente, il suo nome è un richiamo a Freddie Mercury, il celebre cantante dei Queen.
Usa le tecniche:
- Fascio di Luce (Galatyn, ガラティーン?, Garatīn):

Freddy alza il braccio ed evoca una gigantesca spada di luce che taglia in due il pallone. Il nome Galatyn si riferisce ad un cavaliere fedele a re Artù.
- Super Scudo Multiplo (Safety Protect, セーフティプロテクト?, Sēfuti purotekuto):

Tecnica usata solo nel gioco. Freddy evoca una serie di scudi celesti che bloccano il pallone e lo respingono via.
Jonny "Gazzer" Gascon, nome originale Johnny Gascoigne (ジョニー・ガスコイン?, Jonī Gasukoin), difensore, numero 2

A discapito del suo modo di comportarsi e dell'aspetto inquietante da teppista, ha il cuore buono. Ha un aspetto inquietante, la carnagione grigia e porta un tatuaggio di un'ancora sulla testa. Il suo nome è un richiamo a Paul Gascoigne.
David Buckingham (デービッド・バッキンガム?, Debiddo Bakkingamu), difensore, numero 3

Spende tutti i suoi soldi in oggetti appartenuti alla famiglia reale. Indossa un piccolo colbacco da guardia inglese. Il suo nome è un richiamo a David Beckham e a Buckingham Palace.
Lance Ralton (ランス・ロットン?, Ransu Rotton), difensore, numero 4

Doppiato in giapponese da Tōru Nara e in italiano da ? (anime)

Non rinuncerebbe mai ai diritti e ai privilegi dell'aristocrazia. Parla con un linguaggio molto forbito. Indossa un elmo cavalleresco e il suo nome è un richiamo a Lancillotto. Usa la tecnica:
- Gabbia di Pietra (Stone Prison, ストーンプリズン?, Sutōn purizun):

Lance evoca una serie di speroni di roccia che bloccano l'avversario e lo fanno sbalzare via. Nel doppiaggio italiano, la tecnica è chiamata anche Prigione di Roccia.
Edge Ripper (エッジ・リッパー?, Ejji Rippā), difensore, numero 5

Si è procurato molti ammiratori grazie al suo talento come cantante metal. Ha capelli lunghi e bianchi ed un aspetto cadaverico. Il nome è un richiamo a Jack lo squartatore (Jack the Ripper). Usa nel gioco la tecnica Gabbia di Pietra (Stone Prison, ストーンプリズン?, Sutōn purizun).
Peter Coole, nome originale Peter Cole (ピーター・コール?, Pītā Kōru), centrocampista, numero 6

Un megalomane della musica inglese e crede che sia la migliore al mondo. Basso di statura e porta occhiali da sole bianchi. Il nome è un omaggio a Peter Crouch e Joe Cole. Usa solo nel gioco la tecnica:
- Salto della Luna Piena (Ultra Moon, ウルトラムーン?, Urutora mūn):

Peter compie diverse capriole e supera l'avversario con la luna piena come sfondo.
Gary Mane, nome originale Gary Links (ゲイリー・リンクス?, Geirī Rinkusu), centrocampista, numero 7

Pasticciere di talento molto bravo a preparare le focaccine. Ha i capelli rosa e un grosso ciuffo davanti. Usa solo nel gioco la tecnica Salto della Luna Piena (Ultra Moon, ウルトラムーン?, Urutora mūn).
Paul Appleton (ポール・アップルトン?, Pōru Appuruton), centrocampista, numero 8

Sogna di formare un gruppo musicale ma i suoi compagni non sono d'accordo. Ha i capelli biondi a caschetto. Usa solo nel gioco la tecnica Salto della Luna Piena (Ultra Moon, ウルトラムーン?, Urutora mūn).
Eric Purpleton (エリック・パープルトン?, Erikku Pāpuruton), centrocampista, numero 9

Inizialmente era una giovane promessa del tennis. Gioca a calcio a seguito di un infortunio al gomito. Porta una piccola fascetta bianca, ha i capelli lunghi marroni, è pallido e ha gli occhi azzurri. Usa sia nel gioco che nell'anime la tecnica Salto della Luna Piena (Ultra Moon, ウルトラムーン?, Urutora mūn).
Edgar Partinus, nome originale Edgar Valtinas (エドガー・バルチナス?, Edogā Baruchinasu), attaccante e capitano, numero 10

Doppiato in giapponese da Tomokazu Sugita e in italiano da ? (anime), Renato Novara (terzo gioco) e ? (Inazuma Eleven Strikers)

È l'orgoglioso capitano della nazionale inglese. Ha capelli lunghi celesti con un ciuffo sull'occhio destro. A prima vista, sembra essere un vero e proprio cavaliere, con i suoi modi di fare; è arrogante e molto sicuro di sé. Lui e la sua squadra saranno i primi avversari di Mark e compagni nel FFI e, nonostante tutto, Edgar accetterà la sconfitta diventando ben presto amico dello stesso Mark. Sarà il grande protagonista della partita tra Inazuma Japan e Daystar. Le sue tecniche sono:
- Excalibur (エクスカリバー?, Ekusukaribā):

Edgar salta e colpisce la palla con la parte inferiore della gamba destra, sulla quale si è materializzata un'enorme spada lucente circondata da cerchi con delle rune. Più la palla viene colpita da lontano, più potente sarà il tiro. Può essere usata, in casi estremi, anche per respingere i tiri.
- Colpo del Paladino (Paladin Strike, パラディンストライク?, Paradin sutoraiku):

Edgar tira la palla con la punta del piede, che si illumina di bianco e schizza verso la porta avversaria. Viene utilizzata dopo aver usato la Tattica Micidiale della Lancia Invincibile.
- Salto della Luna Piena (Ultra Moon, ウルトラムーン?, Urutora mūn):

Tecnica usata da Edgar solo nel gioco. Edgar compie diverse capriole e supera l'avversario con la luna piena come sfondo.
Philip Arwen, nome originale Philip Owen (フィリップ・オーウェン?, Firippu Ōwen), attaccante, numero 11

Specialista della cucina inglese che non sopporta quando ne sente parlare male. È il compagno in attacco di Edgar. È molto veloce e abile nelle incursioni. Il cognome originale è un probabile riferimento all'ex-attaccante inglese Michael Owen. Usa nel gioco la tecnica del Colpo del Paladino (Paladin Strike, パラディンストライク?, Paradin sutoraiku).
Servilius Jeeves, nome originale Gareth Barett (ギャレス・バレット?, Gyaresu Baretto), portiere, numero 12

Dal carattere molto cordiale e servile poiché proviene da una famiglia di maggiordomi. Ha i capelli biondi che gli coprono il naso. Nel gioco usa le tecniche:
- Fascio di Luce (Galatyn, ガラティーン?, Garatīn)
- Mannaia Micidiale (Killer Blade, キラーブレード?, Kirā burēdo):

Servilius evoca una piccola mannaia con cui taglia in due il pallone.
Martin Squall (マーティン・スコール?, Mātin Sukōru), difensore, numero 13

Un esperto d'equitazione che ha allenato i migliori fantini d'Inghilterra. Di statura grossa, ha i capelli rossi ed indossa una mascherina antigas sulla bocca. Entrerà nel secondo tempo, durante la partita contro la Inazuma Japan.
Nick Woodgate (ニック・ウッドゲート?, Nikku Uddogēto), attaccante, numero 14

Sogna da tempo di aprire una scuola per maghi. I suoi capelli marroni ricordano vagamente la criniera di un elmo greco. Entrerà nel secondo tempo, durante la partita contro la Inazuma Japan.
Mikey Richards (マイキー・リチャーズ?, Maikī Richāzu), centrocampista, numero 15

Molto abile nella sartoria per la sua età, sa realizzare abiti su misura. Ha i capelli e la barbetta biondi. Entrerà nel secondo tempo, durante la partita contro la Inazuma Japan.
Sean Pounding, nome originale Beat Smash (ビート・スマッシュ?, Bīto Sumasshu), centrocampista, numero 16

Avendo giocato precedentemente a rugby, non capisce ancora che toccare la palla con le mani è proibito. Indossa un copricapo e guantoni da pugile ed è piccolo di statura. Entrerà nel secondo tempo, durante la partita contro la Inazuma Japan.

### L'Impero (Argentina)
Nome originale: The Empire (ジ・エンパイア?, Ji Enpaia)

È la seconda squadra che l'Inazuma Japan affronta ai mondiali ed è l'unica squadra ad averla battuta a causa dell'assenza di Mark e Jude, impegnati ad aiutare la Orfeo. Punto di forza della squadra è la difesa grazie al capitano Thiago Torres. L'allenatore della squadra è Daniel Stavín (ダニエル・スタービン?, Danieru Sutābin). Nonostante la forte difesa, si classifica terza dopo due sconfitte contro l'Orfeo e i Cavalieri della Regina e due vittorie contro L'Unicorno e l'Inazuma Japan. Affrontano queste ultime due squadre nello Stadio della Lince (ヤマネコスタジアム?, Yamaneko Sutajiamu).
Tattica Micidiale: Trappola del Formicaleone (Andesu no Arijigoku, アンデスのありじごく? lett. "Formicaleone delle Ande"):

Tattica difensiva che consiste in sette giocatori che circondano il possessore di palla avversario per mandarlo davanti a Thiago Torres che a sua volta usa il Muro d'Acciaio.
Nacho Ortega, nome originale Jorge Ortega (ホルヘ・オルデガ?, Horuhe Orutega), portiere, numero 1

Un grosso portiere dallo stile di gioco aggressivo con giocate decise e risolute. Giocatore dalle ampie spalle e dai capelli celesti legati in una fascia. Usa la tecnica:
- Mani Multiple (Milion Hands, ミリオンハンドズ?, Mirion handozu):

Tecnica di parata. Nacho muove verso avanti le mani ripetutamente creando un muro di mani rosso-bianche che bloccano il pallone e lo respingono via.
Thiago Torres, nome originale Therese Tolue (テレス・トルーエ?, Teresu Torūe), difensore e capitano, numero 2

Doppiato in giapponese da Junji Majima e in italiano da ? (anime) e Stefano Pozzi (Inazuma Eleven Strikers)

L'arrogante capitano della nazionale argentina, ha i capelli neri mossi lunghi e la carnagione. È uno dei difensori più forti del mondo, conosciuto come La Fortezza delle Ande. È inoltre il regista della sua squadra: infatti fa eseguire alla sua squadra la tattica micidiale del Formicaleone delle Ande. All'inizio non nota minimamente la presenza di Mark, ma quando scoprirà il suo potenziale, diventerà suo amico. Sarà uno dei protagonisti della sfida tra l'Inazuma Japan e la Night Star. La sua tecnica è il:
- Muro d'Acciaio (Iron Wall, アイアンウォール?, Aian wōru):

Tecnica di difesa. Thiago evoca una grande muro di ferro durissimo, che nessuna tecnica all'interno del Football Frontier International è riuscita a perforare; solo la Fiammata Tripla prende di sorpresa Thiago che non riesce ad eseguire la sua Tecnica Micidiale per fermarla.
Felipe Palacios, nome originale Julio Acosta (フリオ・アコスタ?, Furio Akosuta), difensore, numero 3

Va pazzo per il mate e si porta sempre una scorta intera prima di una partita. Grosso di statura, ha i capelli rossi e il naso a patata.
Miquel Ros, nome originale Gordo Dias (ゴルド・ディアス?, Gorudo Diasu), difensore, numero 4

Doppiato in giapponese da Gō Shinomiya e in italiano da ? (anime)

Nato in una famiglia di viticoltori, sogna di esportare il vino argentino nel mondo. Un grosso difensore dai capelli lunghi. Gordo significa "grasso" in spagnolo. Usa la tecnica:
- Fiamma Strisciante (Zig-zag Flame, ジグザグフレイム?, Jiguzagu fureimu):

Tecnica di difesa. Miquel ruba la palla all'avversario dopo aver percorso un tratto di campo strisciando il piede avvolto dalle fiamme.
Ramón Martinez (ラモン・マルチネス?, Ramon Maruchinesu), difensore, numero 5

Grande appassionato dell'architettura coloniale di Buenos Aires. Alto di statura e con capelli marroni.
Enrique Caroso, nome originale Esteban Carlos (エステバン・カルロス?, Esuteban Karurosu), centrocampista, numero 6

Ha una grande tenacia e resistenza grazie agli allenamenti fatti ad alta quota nelle Ande. Ha i capelli marroni e occhi a mandorla.
Sergio López, nome originale Sergio Perez (セルヒオ・ペレス?, Seruhio Peresu), centrocampista, numero 7

Ambisce a rivoluzionare il panorama letterario argentino. Ha i capelli marroni e occhi color oro.
Roberto Torinni, nome originale Roberto Torres (ロベルト・トーレス?, Roberuto Tōresu), centrocampista, numero 8

Un esploratore nato che considera El Dorado una semplice leggenda. Ha i capelli blu. Usa la tecnica:
- Occhi di Fuoco (Dog Run, ドッグ ラン?, Doggu ran):

Tecnica di dribbling. Roberto colpisce la palla, su cui compaiono due occhi rossi, ed essa supera velocemente l'avversario con una rapidità impressionante.
Pablo Castiglione, nome originale Pablo Castillo (パブロ・カスティーヨ?, Paburo Kasutīyo), centrocampista, numero 9

È diventato famoso per le sue opere artistiche ispirate alle bellezze dell'Argentina. Giocatore con una grande velocità. Nathan lo compara ad un lupo, appunto, per la sua agilità.
Leone Balone, nome originale Leone Batigo (レオーネ・バティゴ?, Reōne Batigo), attaccante, numero 10

Soprannominato il Condor per i suoi tuffi in picchiata, è il più forte attaccante dell'Impero. Il suo nome è un omaggio a Lionel Messi. Usa:
- Palla di Fuoco (nome nell'anime) / Sfera di Fuoco (nome nel videogioco) (Hellfire, ヘルファイア?, Herufaia):

Tecnica di tiro. Leone colpisce il pallone alzandolo, per poi colpirlo con la suola, infuocandolo.
Diego Oro (ディエゴ・オロ?, Diego Oro), attaccante, numero 11

Ragazzo un po' svitato che tira petardi e fuochi d'artificio nel suo bagno a Capodanno. Basso di statura, il suo nome è un omaggio a Diego Armando Maradona. Usa anche lui, ma solo nel gioco, la tecnica Sfera di Fuoco (Hellfire, ヘルファイア?, Herufaia).
Lionel Cruz (リオネル・クルス?, Rioneru Kurusu), portiere, numero 12

Ha la passione per la cucina ed è molto bravo a preparare le salsicce di maiale alla griglia. Alto e allampanato, ha i capelli blu cespugliosi. Usa:
- Super Barriera di Forza (Full Power Shield, フルパワーシールド?, Furu pawā shīrudo):

Tecnica di parata usata solo nel gioco. Lionel accumula energia in entrambe le mani e poi salta per sbatterle al suolo, generando così un muro di forza grande e resistente.
Mario Saviola (マリオ・サビオラ?, Mario Sabiora), attaccante, numero 13

Soffre di attacchi d'ansia perché i suoi genitori, molto competitivi, non lo perdonano per le sconfitte. Di statura grossa, ha i capelli rossi.
Hernán Tévez (エルナン・テベス?, Erunan Tebesu), difensore, numero 14

Lavora per una radio locale come commentatore di calcio, a discapito della sua giovane età. Ha i capelli marrone chiaro raccolti in una fascia nera. Compare in un fotogramma durante la sfida contro l'Inazuma Japan.
Herman Samuel (ヘルマン・サムエル?, Heruman Samueru), centrocampista, numero 15

Si emoziona sempre quando vede una bistecca alla griglia insaporita da un pizzico di sale marino. Basso di statura, ha i capelli cespugliosi marroni-gialli. Compare in un fotogramma durante la sfida contro l'Inazuma Japan.
Ricardo Agüero (リカルド・アグエロ?, Rikarudo Aguero), attaccante, numero 16

Sa giocare in qualunque condizione climatica, essendo abituato alle ventose pianure della Patagonia. Ha il naso a patata e i capelli marroni.

### L'Unicorno (Stati Uniti d'America)
Nome originale: Unicorn (ユニコーン?, Yunikōn)

La terza squadra che affronta l'Inazuma Japan nel girone A. Alla fine della fase a gironi, si classifica quarta: nel gioco e nel manga ottiene una vittoria contro i Cavalieri della Regina e tre sconfitte contro l'Inazuma Japan, la Orfeo e L'Impero; nell'anime invece ottiene una vittoria, due sconfitte e un pareggio, perché la partita contro l'Orfeo finisce in parità. Avendo Erik Eagle in attacco e Bobby Shearer in difesa, la squadra vanta un gioco equilibrato. È allenata da Mack Scride (マック・スクライド?, Makku Sukuraido). Affronta l'Inazuma Japan nello Stadio del Pavone (クジャクスタジャム?, Kujaku Sutajiamu). Nella serie reboot Inazuma Eleven Orion No Kokuin la squadra, chiamata Star Unicorn, è l'unica della serie originale ad apparire nel Football Frontier International conservando la formazione, l'allenatore e i membri originali eccetto appunto il nome e due giocatori (Bob Bobbins e Corey Washington).
Tattica Micidiale: Assalto Fulmineo (Rolling Thunder, ローリングサンダー?, Rōringu sandā):

Tattica offensiva che consiste in quattro giocatori che tirano costantemente in porta facendo venire il fiatone ai due difensori. Questa tattica richiede tiri precisi, altrimenti la palla verrà intercettata.
Billy Dash, nome originale Billy Rapid (ビリー・ラピッド?, Birī Rapiddo), portiere, numero 1

Doppiato in giapponese da Nobuya Mine e in italiano da ? (anime)

Sogna di interpretare un cowboy in un film western e si esercita allo specchio. Indossa un cappello da cowboy e un fazzoletto al collo. La sua tecnica è il:
- Colpo di Luce (Flash Upper, フラッシュアッパー?, Furasshu appā):

Billy esegue i tipici movimenti di un pugile saltellando sui piedi e muovendo i pugni in avanti. Dopodiché egli colpisce la palla con un montante per poi afferrarla con l'altra mano.
Ted Bryand, nome originale Ted Bryan (テッド・ブライアン?, Teddo Buraian), difensore, numero 2

Progetta di arricchirsi con le nuove tecnologie. Piccolo di statura, indossa una bandana gialla che gli copre la bocca.
Tony Strider, nome originale Tony Striders (トニー・ストライダス?, Tonī Sutoraidasu), difensore, numero 3

Un ossessionato dalle bistecche con patate fritte. Grosso di statura, ha un tatuaggio di una stella sulla fronte.
Drake Dynamo, nome originale Dyke Dynamo (ダイク・ダイナモ?, Daiku Dainamo), difensore, numero 4

Si dice che abbia messo al tappeto un bisonte a mani nude, ma nessuno lo può confermare. Grosso di statura, ha la carnagione nera e occhi senza pupille.
Bob "Bobby" Shearer, nome originale Asuka Domon (土門 飛鳥?, Domon Asuka), difensore, numero 5
Steve Woodmark, nome originale Steve Woodmac (スティーブ・ウッドマック?, Sutību uddomakku), centrocampista, numero 6

Indossa degli occhiali sulla fronte.
Erik Eagle, nome originale Kazuya Ichinose (一之瀬 一哉?, Ichinose Kazuya), centrocampista, numero 7
Shane Pierce, nome originale Sean Pierce (ショーン・ピアース?, Shōn Piāsu), centrocampista, numero 8

Ha i capelli biondi e indossa degli occhiali.
Mark Krueger (マーク・クルーガー?, Māku Kurūgā), centrocampista e capitano, numero 9

Doppiato in giapponese da Yūichi Nakamura e in italiano da ? (anime) e Claudio Ridolfo (Inazuma Eleven Strikers)

È una persona calma e gentile. È il migliore amico di Dylan Keats. Insieme a quest'ultimo aiuterà l'Inazuma Japan nella partita contro la Night Star. Ha un controllo di palla preciso ed elegante. Usa:
- Tiro dell'Unicorno (Unicorn Boost, ユニコーンブースト?, Yunikōn būsuto):

Tecnica di tiro usata insieme a Dylan. I due colpiscono il pallone insieme e appare un maestoso unicorno viola in carica.
- Grande Lupo (Gran Fenrir, グランフュンリル?, Guran fenriru):

Tecnica di tiro usata insieme a Erik e Dylan. Mark evoca un lupo e tira la palla dall'alto di una rupe, Erik e Dylan la lanciano in alto e Mark la tira in porta.
- Volo di Icaro (The Icarus, ジ・イカロス?, Ji Ikarosu):

Tecnica di difesa usata in coppia con Bobby. Bobby lancia in aria Mark che, spalancando le ali, abbaglia l'avversario dribblandolo.
- Volo della Fenice (The Phoenix, フェニックス?, Za fenikkusu):

Tecnica di tiro usata in Inazuma Eleven Orion no Kokuin insieme a Bobby e Erik. I tre calciano la palla, dalla quale si sprigiona del fuoco che prende la forma di una fenice, quindi i tre la calciano insieme: Bobby e Mark al volo ed Erik in rovesciata.
Dylan Keats (ディラン・キース?, Diran Kīsu), attaccante, numero 10

Doppiato in giapponese da Chihiro Suzuki e in italiano da ? (anime), Federico Zanandrea (terzo gioco) e ? (Inazuma Eleven Strikers)

Ragazzo positivo e molto amichevole. Molto eccentrico, indossa degli occhiali da sole ed è il migliore amico di Mark Kruger. Insieme a quest'ultimo aiuta l'Inazuma Japan contro la Night Star. Usa:
- Tiro dell'Unicorno (Unicorn Boost, ユニコーンブースト?, Yunikōn būsuto)

Tecnica usata insieme a Mark Kruger. I due colpiscono il pallone insieme e appare un maestoso unicorno viola in carica.
- Grande Lupo (Gran Fenrir, グランフェンリル?, Guran fenriru):

Tecnica usata con Mark Kruger ed Erik. Mark evoca un lupo e tira la palla dall'alto di una rupe, Erik e Dylan la lanciano in alto e Mark la tira in porta.
Gabriel Jax, nome originale Michele Jacks (ミケーレ・ジャックス?, Mikēru Jakkusu), attaccante, numero 11

Nonostante la giovane età, è diventato una delle stelle di Hollywood. Il suo nome originale e aspetto sono basati su Michael Jackson.
Alex Hawke (アレックス・ホーク?, Arekkusu Hōku), portiere, numero 12

Sostiene di saper prevedere i cambiamenti climatici interpretando i segni della natura. Indossa un copricapo con le piume tipico dei nativi americani. Nel gioco usa la tecnica Colpo Respingente (Bumper Strike, バンパーストライキ?, Banpā sutoraiki), oltre al Colpo di Luce (Flash Upper, フラッシュアッパー?, Furasshu appā) di Billy Dash.
Corey Washington, nome originale Rob Parker (ロブ・パーカー?, Robu Pākā), difensore, numero 13

Spera di guidare la nazionale in cima al mondo e realizzare il famoso "sogno americano". Ha dentoni da roditore e uno sguardo strano. Nella serie Inazuma Eleven Orion no Kokuin non appare nella formazione originale della squadra.
Bob "The Slob" Bobbins, nome originale Bob Bobbins (ボブ・ボビンス?, Bobu Bobinsu), difensore, numero 14

Nonostante sia stato scelto per la nazionale, passa tutto il giorno a mangiare e bere sul divano. Di statura grossa, ha i denti sporgenti. Nella serie Inazuma Eleven Orion no Kokuin non appare nella formazione originale della squadra.
Petie Pooma, nome originale Sammy Dempsey (サミー・デンプシー?, Samī Denpushī), centrocampista, numero 15

Nonostante sia americano, ha un fisico gracilino ma è forte come un puma selvaggio. Piccolo di statura, ha la carnagione scura e sembra un roditore.
Eddie Howard (エディ・ハワード?, Edi Hawādo), nella versione italiana del gioco Norbert "Dexter" Pointdexter, attaccante, numero 16

Non gli piace il football americano. Segue il calcio fin da piccolo. Ha i capelli biondi e le lentiggini. Sostituisce Erik Eagle nel secondo tempo della sfida contro la Inazuma Japan. Nella versione italiana dell'anime ha mantenuto il nome originale.

### Orfeo (Italia)
Nome originale: Orpheus (オルフェウス?, Orufeusu)

È la squadra che si qualifica in prima posizione nel girone A: nel gioco e nel manga chiudono il girone con tre vittorie riportate contro L'Unicorno, L'Impero e i Cavalieri della Regina e una sconfitta contro l'Inazuma Japan; nell'anime invece ottengono due vittorie contro L'Impero e i Cavalieri della Regina e due pareggi contro l'Inazuma Japan e L'Unicorno. La grande forza e consapevolezza della squadra è merito dell'allenatore "Mister D." (in originale "Mister K", ミスターK?, Misutā Kei), che si scopre essere in realtà Ray Dark. In semifinale, privi delle tattiche di Mister D, vengono travolti dai Piccoli Giganti per 8-0. Affronta l'Inazuma Japan e i Piccoli Giganti nello Stadio del Condor (コンドルスタジアム?, Kondoru Sutajiamu) (costruito a formare una costruzione che si presenta come un ibrido tra il Colosseo e la Torre di Pisa).
Tattica Micidiale: Barricata Impenetrabile (Catenaccio Counter, カテナチオカウンター?, Katenachio kauntā):

Tattica difensiva che consiste in sei giocatori che circondano il possessore di palla avversario, poi un settimo giocatore ruba la palla e la passa ad un attaccante. Il nome originale della tattica ricorda la famosa tattica di gioco inventata dai calciatori italiani, il catenaccio.
Gigi Blasi (ジジ・ブラージ?, Jiji Burāji), portiere, numero 1

Doppiato in giapponese da Kensuke Satō e in italiano da ? (anime) e ? (Inazuma Eleven Strikers)

Il portiere più forte dell'Italia, molto orgoglioso della sua difesa robusta. È un tipo molto buono e solidale. È molto imponente e fa di tutto per proteggere al meglio la porta dell'Italia. Sarà infortunato da Dark, per sabotare l'Orfeo. Il suo nome "Gigi" è un probabile riferimento al famoso portiere Gianluigi "Gigi" Buffon. Usa:
- Guardia del Colosseo (Colosseo Guard, コロッセオガード?, Korosseo gādo)

Tecnica di parata. I pugni di Blasi s'illuminano, poi egli incrocia le braccia ed evoca un enorme anfiteatro simile al Colosseo con il quale blocca il tiro. Si evolverà nella Guardia del Colosseo Potenza 2 (Colosseo Guard Kai) nella partita di preparazione tra Inazuma Japan e Orfeo.
- Barriera Gigante (Gigant Wall, ギガントウォール?, Giganto wōru):

Tecnica di parata usata solo nel gioco. Blasi s'ingigantisce e colpisce con un violento pugno il pallone, facendolo sprofondare nel terreno e generando delle crepe.
Vento Galliano (ベント・ガリアーノ?, Bento Gariāno), difensore, numero 2

Doppiato in giapponese da Masahito Yabe e in italiano da ? (anime)

Ha un gusto molto raffinato per il suo stile personale, arrivando a comprarsi anche abiti firmati. Ha i capelli color azzurro chiaro acconciati in modo da sembrare un'ala distesa. Usa:
- Scudo Barbaro (Barbarian no Tate, バーバリアンの盾?, Bābarian no Tate)

Tecnica di difesa usata solo nel gioco. Vento allarga le braccia e le chiude materializzando un enorme scudo rappresentante una faccia mostruosa simile ad un teschio con gli occhi rossi che blocca l'avversario.
Otto Nobili, nome originale Ottorino Nobili (オットリーノ・ノビリ?, Ottorīno Nobiri), difensore, numero 3

Doppiato in giapponese da Shinnosuke Tachibana e in italiano da ? (anime)

Giocatore proveniente da Pisa, vuole rendere orgogliosa la sua città. Nonostante la corporatura grossa è molto abile nelle scivolate. Usa anche lui, nel gioco, la tecnica Scudo Barbaro (Barbarian no Tate, バーバリアンの盾?, Bābarian no Tate).
Anton Grazioso, nome originale Anton Gattuso (アントン・ガッツーゾ?, Anton Gattsūzo), difensore, numero 4

Doppiato in giapponese da Gō Shinomiya e in italiano da ? (anime)

Sogna di diventare un poliziotto e di affrontare un'organizzazione malvagia. Ha uno sguardo sempre severo e sorride raramente. Il suo cognome originale deriva da quello dell'ex centrocampista italiano Gennaro Ivan Gattuso. Usa:
- Doppio Tocco (Hitori One-Two, ひとりワンツー?, Hitori wantsū):

Tecnica di dribbling usata solo nel gioco. Anton, fermato dall'avversario, colpisce la palla mandandola a sinistra e dandole un fortissimo effetto, poi scatta a destra per aggirare l'avversario. Intanto l'effetto impresso alla palla fa sì che essa ritorni da Anton, che supera l'avversario con la palla al piede. Hitori (ひとり?) significa "uno" quando si contano le persone. La tecnica è traducibile come "uno-due da solo"
- Scudo Barbaro (Barbarian no Tate, バーバリアンの盾?, Bābarian no Tate)

Tecnica di difesa usata solo nel gioco.
Michele Roserati, nome originale Marco Maseratti (マルコ・マセラッティ?, Maruko Maseratti), difensore, numero 5

Doppiato in giapponese da Yuka Nishigaki e in italiano da ? (anime)

Un ragazzo molto abile a cucinare la pasta. È uno dei migliori amici di Paolo. Nome e cognome originali derivano da quelli di Marco Materazzi, difensore dell'Inter all'epoca dell'uscita del gioco.
Angelo Gabrini (アンジェロ・ガブリーニ?, Anjero Kaburīni), centrocampista, numero 6

Doppiato in giapponese da Fumiko Orikasa e in italiano da ? (anime)

Un ragazzo bravo a creare cammei, con cui ha vinto parecchi premi. Molto amichevole ma quasi infantile, si fida ciecamente di Paolo. Assomiglia molto ad un angelo, da cui il nome, e il suo cognome deriva da quello dell'ex-calciatore Antonio Cabrini. Inoltre il suo nome è quello di un omonimo ammiraglio italiano deceduto nel 1987.
Hidetoshi "Hide" Nakata (中田 英寿 （ヒデ）?, Nakata Hidetoshi (Hide)), centrocampista e capitano, numero 7

Doppiato in giapponese da Hiroshi Tsuchida e in italiano da ? (anime)

È il vero capitano della squadra, nonostante sia di origine giapponese (è infatti un oriundo). Maturo e coraggioso, prova profonda stima nei confronti di Mark. Spesso, spia di nascosto le partite dell'Inazuma Japan. È sempre accompagnato da Luca (ルカ?, Ruka, doppiato in giapponese da Shinnosuke Tachibana e in italiano da ? nell'anime), il suo migliore amico e compagno dei suoi numerosi viaggi. Sarà lui a provocare la scossa emotiva che cambierà definitivamente Ray Dark. Infatti, Hide fa capire a Dark che per lui è necessario liberarsi dalle tenebre che per molto tempo hanno attanagliato il suo cuore. Nel secondo videogioco può essere reclutato solo facendo determinate azioni seguendo un ordine preciso, ed è anche molto difficile superare queste prove. Il suo nome è quello di un vero ex-calciatore giapponese che ha giocato in Serie A italiana: Hidetoshi Nakata. Usa:
- Calcio Impavido (Brave Shot, ブレイブショット?, Bureibu shotto):

Tecnica di tiro. Hide alza la palla con la suola e, mentre viene avvolta in un'aura blu-celeste in una struttura "a nido d'ape", la colpisce in rovesciata sprigionando grande potenza.
- Neo Galaxy (ネオ・ギャラクシー?, Neo gyarakushī):

Tecnica di tiro eseguita nel secondo videogioco e simile alla Supernova di Xavier con l'unica differenza che esce il fuoco al posto dell'occhio viola, ma è molto più potente e può essere evoluta fino a Neo Galaxy V3.
Giacomo Yani, nome originale Giorgio Giannini (ジョルジョ・ジャンニーニ?, Jorujo Jannīni), centrocampista, numero 8

Doppiato in giapponese da Hiroyuki Yoshino e in italiano da Alessio Puccio (anime)

Un ragazzo nobile ma molto socievole nonostante sia di una famiglia prestigiosa. Ha i capelli color indaco.
Dante Diavolo (ダンテ・ディアブロ?, Dante Diaburo), centrocampista, numero 9

Doppiato in giapponese da Yasuyuki Kase e in italiano da ? (anime)

Esegue un allenamento speciale per poter partecipare ad una gara ciclistica come rappresentante dell'Italia. Ha la pelle rosa ed un tatuaggio di una freccia sotto l'occhio sinistro. Il suo cognome deriva non solo dal suo aspetto da diavolo, ma se preso in considerazione anche il nome (Dante), potrebbe essere un omaggio al famoso scrittore fiorentino Dante Alighieri, che nella sua opera più famosa, la Divina Commedia, descrive il suo viaggio immaginario dall'Inferno, appunto, fino al Paradiso. Usa anche lui, nel gioco, la tecnica Scudo Barbaro (Barbarian no Tate, バーバリアンの盾?, Bābarian no Tate).
Paolo Bianchi, nome originale Fidio Ardena (フィディオ・アルデナ?, Fidio Arudena), attaccante e capitano ad interim, numero 10

Doppiato in giapponese Hiro Shimono e in italiano da Stefano De Filippis (anime e terzo gioco) e ? (Inazuma Eleven Strikers)

Chiamato la "Meteora Bianca" (白い流星?, Shiroi Ryūsei), Paolo è sicuramente uno dei migliori giocatori del FFI per la grandissima abilità ma soprattutto per l'eleganza del suo gioco. Incontra Mark mentre questi è alla ricerca di un copertone, mostrando subito le sue grandi doti di calciatore. Quando conosce Dark, il suo rapporto con lui è inizialmente teso; resosi conto della sua straordinaria abilità di allenatore, accetta di seguire i suoi metodi. Proprio grazie a questo appoggio, la Orfeo riesce a realizzare la potentissima tecnica difensiva della Barricata Impenetrabile. Dark vede in lui suo padre quando era un grande giocare e, anche se non lo dice, lo ammira molto. Aiuta Mark, inoltre, ad affrontare la Daystar, la Dark Star e (nel film) la Ogre. Nel film, inoltre, Paolo indossa la maglia della Raimon con il numero 17. Il suo nome originale deriva dal latino fidius che è un epiteto di Giove. Il suo nome europeo è un omaggio a Paolo Rossi. Usa:
- Spada Micidiale (Odin Sword, オーディンソード?, Ōdin sōdo):

Tecnica di tiro. Paolo corre verso la palla alzando la gamba al cielo per calciarla. Prima di colpirla una serie di cerchi concentrici con la scritta "ODIN SWORD" (ᛟᛞᛁᚾ ᛋᚹᛟᚱᛞ) in alfabeto runico la circondano. Successivamente Paolo calcia la palla, che viene avvolta da una spada dorata e si dirige verso la porta. In un allenamento con l'Inazuma Japan, prima della finale coi Piccoli Giganti, Paolo userà la Spada Micidiale Potenza 2 (Odin Sword Kai).
- Freccia Saettante (Divine Arrow, ディバインアロー?, Dibain arō):

Tecnica di tiro usata solo nel gioco. Paolo colpisce ripetutamente la palla con dei calci velocissimi, mentre essa si carica elettricamente. Dopodiché, con una giravolta, Paolo calcia con potenza il pallone nella porta avversaria.
- Doppio Tocco (Hitori One-Two, ひとりワンツー?, Hitori wantsū):

Tecnica di dribbling usata solo nel gioco.
Raffaele Generani (ラファエレ・ジェネラーニ?, Rafaere Jenerāni), attaccante, numero 11

Doppiato in giapponese da Shinnosuke Tachibana e in italiano da Luigi Rosa (anime)

Nonostante sia ancora uno studente delle medie, è già diventato un top model. Freddo e deciso, è l'attaccante principale della squadra. Sarà infortunato da Dark, per sabotare l'Orfeo. Usa:
- Tiro del Ghiaccio (nome nell'anime) / Tiro Congelante (nome nel videogioco) (Freeze Shot, フリーズショット?, Furīzu shotto):

Tecnica di tiro. Raffaele lancia un'occhiata alla porta e il campo davanti a lui ghiaccia, poi tira la palla con forza. Il tiro è così veloce che il portiere non fa in tempo a bloccarla.
Daniele Santini, nome originale Daniele Sanctis (ダニエレ・サンクティス?, Daniere Sankutisu), portiere, numero 12

Doppiato in giapponese da Nobuya Mine e in italiano da ? (anime)

Un ragazzo bonaccione nato nel Sud Italia e amato da tutti. Di statura grossa, ha il naso grosso e gli occhi azzurri. Viene anch'egli infortunato da Dark per sabotare l'Orfeo. Il suo nome originale potrebbe essere ispirato a quello del portiere Morgan De Sanctis, secondo portiere dell'Italia all'epoca dell'uscita del gioco.
Enrico Oconti, nome originale Enrico Olivier (エンリコ・オリビエ?, Enrico Oribie), centrocampista, numero 13

Doppiato in giapponese da Gō Shinomiya e in italiano da ? (anime)

Amante del fashion design, si è già occupato del look delle divise della squadra. Ha i capelli lunghi e neri. Viene infortunato da Dark per sabotare l'Orfeo.
Alessandro Rossa (アレサンドロ・ロッサ?, Aresandoro Rossa), centrocampista, numero 14

Doppiato in giapponese da Minoru Kawai e in italiano da ? (anime)

Considerato il numero uno nel lucidare le scarpe in pelle italiane. Ha i capelli biondi. Viene infortunato da Dark per sabotare l'Orfeo.
Giuseppe Carnivale, nome originale Giuseppe Cannavaro (ジュゼッペ・カンナバロ?, Juzeppe Kannabaro), difensore, numero 15

Doppiato in giapponese da Masahito Yabe e in italiano da ? (anime)

È molto interessato alle rovine di Pompei e sogna di prendere parte a una spedizione di scavo. Ha gli occhiali e i capelli celesti. Viene infortunato da Dark per sabotare l'Orfeo. Il suo cognome originale deriva da quello del famoso calciatore Fabio Cannavaro.
Gianluca Zanardi (ジャンルカ・ザナルディ?, Janruka Zanarudi), centrocampista, numero 16

Doppiato in giapponese da Yūki Kaji e in italiano da ? (anime)

Si sta allenando a Venezia per diventare gondoliere. Il suo nome deriva da quello di Gianluca Zambrotta, difensore del Milan all'epoca dell'uscita del gioco, ed il cognome da quello del pilota italiano Alex Zanardi. Viene infortunato da Dark per sabotare l'Orfeo. Data l'assenza del vero capitano Nakata, Gianluca viene quasi sempre impiegato da titolare al suo posto.

### Il Regno (Brasile)
Nome originale: The Kingdom (ザ・キングダム?, Za kingudamu)

Era la prima classificata al girone B e ha affrontato l'Inazuma Japan nelle semifinali. L'allenatore, inizialmente, era Zoolan Rice, ma solo per testare su Mac Robingo il programma RH (che sarebbe lo stesso del Nettare degli Dei), mentre il vero a allenatore è Leon Sams (レオン・サムス?, Reon Samusu) (egli appare solamente nel secondo tempo della semifinale contro la Inazuma Japan). Il loro risultato nel girone B è di tre vittorie contro i Matador Scarlatti, i Grifoni della Rosa e la Brigata Brocken e un pareggio contro i Piccoli Giganti; in semifinale vengono sconfitti dall'Inazuma Japan per 3-2. La squadra è molto forte in attacco grazie al loro capitano. Affrontano l'Inazuma Japan e i Grifoni della Rosa nello Stadio della Testuggine (ウミガメスタジアム?, Umigame Sutajiamu).
Tattica Micidiale: Onda Amazzonica (Amazon River Wave, アマゾンリバーウェーブ?, Amazon ribā wēbu):

Tattica offensiva che consiste in sei giocatori che corrono all'unisono. Dietro di loro arriva un'onda che travolge la difesa.
Falcão Da Silva (ファルカオ・ダシウバ?, Farukao Dashiuba), portiere, numero 1

Doppiato in giapponese da Hirofumi Nojima e in italiano da ? (anime)

Si allena nella foresta amazzonica per migliorare i riflessi. Ha le treccine rasta. Si muove in modo molto acrobatico e le sue tecniche di parata sono funamboliche. La sua tecnica principale è la:
- Parata Capoeira (Capoeira Snatch, カポエィラスナッチ?, Kapoeira sunacchi):

Tecnica di parata. Falcão compie una ruota mentre la palla sta arrivando per poi afferrarla e bloccarla con entrambi i piedi. La evolve fino al livello 3.
- Artiglio Selvaggio (Wild Claw, ワイルドクロー?, Wairudo kurō):

Tecnica di parata usata solo nel gioco. Falcão salta e afferra il pallone con una artiglio gigantesco giallo, per poi sbatterlo al suolo.
Carlos Lagarto, nome originale Lagarto Carlos (ラガルート・カルロス?, Ragarūto Karurosu), difensore, numero 2

Doppiato in giapponese da Kiyotaka Furushima e in italiano da ? (anime) e ? (Inazuma Eleven Strikers)

È il più forte difensore della nazionale brasiliana e i suoi movimenti sul campo ricordano dei passi di samba. Gioca sulla fascia sinistra come terzino. È agile e veloce; verrà anche lui sfruttato da Rice, in quanto lo ha minacciato di fare del male a suo fratello minore. Il suo nome è probabilmente un riferimento al famoso terzino sinistro Roberto Carlos. La sua tecnica è la:
- Scivolata Rotante (Rolling Slide, ローリングスライド?, Rōringu suraido):

Tecnica di difesa. Lagarto compie diversi salti acrobatici all'indietro fino a raggiungere l'avversario con la palla al piede, per poi togliergliela con una scivolata tanto violenta quanto acrobatica.
Antonio Bagre, nome originale Bagre Antonio (バーグレ・アントニオ?, Bāgure Antonio), difensore, numero 3

È impegnato in una lotta ambientalista per la salvaguardia del pernambuco. Ha i capelli afro verde e porta linee rosse sulle guance.
Monstro Ximenes, nome originale Monstro (モンストロ?, Monsutoro), difensore, numero 4

Beve molto caffè per recuperare le energie a rischio della sua salute. Ha i capelli color oro ma porta un ciuffo color giallo chiaro.
Formiga Clemens (フォルミガ・クレメンス?, Forumiga Kuremensu), difensore, numero 5

Vuole scoprire nuovi metodi di agricoltura per non danneggiare la foresta equatoriale. È il più piccolo della squadra e porta un ciuffo di capelli verdi.
Presa Passos, nome originale Presa (プレザ?, Pureza), centrocampista, numero 6

Vuole creare un nuovo carburante ecologico derivato dalla canna da zucchero. Ha la testa calva ma porta delle basette marroni.
Borboleta Barboza (ボルボレタ・バルボッサ?, Boruboreta Barubossa), centrocampista, numero 7

Sogna di espandere i suoi orizzonti e studiare il calcio negli altri paesi. Ha i capelli color foglia di tè e una piccola barba dello stesso colore.
Coruja Cerezo (コルジァ・セレーゾ?, Koruja Serēzo), centrocampista, numero 8

Doppiato in giapponese da Nobuya Mine e in italiano da ? (anime)

Allena il proprio fisico trasportando fasci pesanti di canne da zucchero. Ha i capelli rasta color blu. Usa:
- Super Elastico (スーパーエラシコ?, Sūpā erashiko):

Tecnica di dribbling basata sul famoso dribbling elastico con la differenza che viene fatta a mezz'aria e che il pallone si riempie di energia color verde acqua. Coruja la usa solo nel gioco.
Yael Amazon, nome originale Leonardo Almeida (レオナルド・アルメイダ?, Reonarudo Arumeida), attaccante, numero 9

Doppiato in giapponese da Shinnosuke Tachibana e in italiano da ? (anime)

Figlio di una famiglia di calciatori che hanno giocato per la nazionale da generazioni. Simile a Erik Eagle e Paolo Bianchi. È molto protettivo nei confronti della sua famiglia e dei suoi compagni (primo tra tutti, Mac Robingo). Il suo nome originale è un riferimento a Leonardo Araújo. Usa nel gioco la tecnica Super Elastico (スーパーエラシコ?, Sūpā erashiko).
Mac Robingo, nome originale Mac Roniejo (マック・ロニージョ?, Makku Ronījo), attaccante e capitano, numero 10

Doppiato in giapponese da Shūhei Sakaguchi e in italiano da Marco Vivio (anime) e Claudio Ridolfo (terzo gioco e Inazuma Eleven Strikers)

È conosciuto come il "re dei fantasisti". Non a caso, è molto abile nei dribbling e nelle incursioni. È il capocannoniere del torneo con il maggior numero di realizzazioni. Verrà sfruttato da Zoolan, quando si spacciava per l'allenatore del Regno. Per questo Mac chiede aiuto a Mark e a Thor, diventandone presto amico. Il suo personaggio è ispirato al calciatore brasiliano reale Ronaldinho. Usa le tecniche:
- Colpo di Samba (Strike Samba, ストライクサンバ?, Sutoraiku sanba):

Tecnica di tiro. Mac alza il pallone prima con uno strano movimento simile alla bicicletta (ricordando la samba), poi lo colpisce con una rovesciata a mezz'aria, scaraventandolo in porta. Lo evolverà fino al livello 3.
- Super Elastico (スーパーエラシコ?, Sūpā erashiko):

Tecnica di dribbling usata solo nel gioco.
Gato Carvalho, nome originale Gato (ガト?), attaccante, numero 11

Doppiato in giapponese da Masahito Yabe e in italiano da ? (anime)

A carnevale sale sui carri per suonare con il suo tamburello fatto in casa. Ha i capelli afro gialli portati da una bandana nera simile a quella di Nigel August. Usa la tecnica Super Elastico (スーパーエラシコ?, Sūpā erashiko).
Xavier Ribeiro, nome originale Javali Ribeiro (ジャバリー・リベイロ?, Jabarī Ribeiro), portiere, numero 12

Inventa sempre nuovi costumi da indossare a carnevale. Di statura grossa, ha i capelli cortissimi giallo-verde-viola. Usa:
- Blocco Illusorio (Bunshin Block, 分身ブロック?, Bunshin Burokku):

Tecnica di parata usata solo nel gioco. Xavier crea tre cloni di sé stesso, poi tutti e tre saltano in cielo per poi ricadere sul pallone, bloccandolo.
- Testa Ardente (Nekketsu Head, 熱血ヘッド?, Nekketsu Heddo):

Tecnica di parata usata solo nel gioco. Xavier carica d'energia la sua testa e colpisce il pallone con una violenta testata, respingendolo.
- Parata Capoeira (Capoeira Snatch, カポエィラスナッチ?, Kapoeira sunacchi):

Tecnica di parata usata solo nel gioco.
Ulisses Nogueira, nome originale Urso Nogueira (ウルソ・ノゲイラ?, Uruso Nogeira), difensore, numero 13

Ha uno stile di gioco freddo e razionale che va in netto contrasto con quello del calcio brasiliano. Il suo nome originale originale ricorda quello di un orso.
Gervasio Oliveira, nome originale Cavalo Oliviera (カバーロ・オリビエラ?, Kabāro Oribiera), difensore, numero 14

Sogna di avviare un commercio internazionale di biocarburanti brasiliani. Ha uno sguardo severo. Il suo nome originale ricorda il cavallo.
Tigre Mendes (ティグレ・メンデス?, Tigure Mendesu), centrocampista, numero 15

Quando la folla lo acclama, dà il meglio di sé in partita. Il suo nome originale ricorda la tigre.
Grillo Santos (グリロ・サントス?, Guriro Santosu), attaccante, numero 16

La sua famiglia gestisce un ristorante e prepara sempre da mangiare per i compagni. Molto piccolo di statura, sembra una scimmietta. Il suo nome ricorda il grillo.

### Piccoli Giganti (Cotarl)
Nome originale: Little Gigant (リトルギガント?, Ritoru Giganto)

È la selezione del Cotarl, una nazione fittizia situata nell'Africa centrale. La squadra è allenata da David Evans, fuggito dal Giappone e rifugiatosi in Cotarl per tenere al sicuro la sua famiglia. La manager della squadra è stata, fino a prima della finale, Nelly Raimon. I giocatori di questa squadra hanno una fortissima somiglianza con i giocatori della Raimon. Tutti loro inoltre hanno giocato tutte le partite eccetto la finale indossando zavorre di 20 chili di peso sotto le maglie e senza usare tecniche micidiali. A causa di questo si classificano secondi nel girone B, pur essendo molto forti, dopo tre pareggi contro Il Regno, i Matador Scarlatti e la Brigata Brocken e una vittoria contro i Grifoni della Rosa; in semifinale travolgono la Orfeo vincendo 8-0 e in finale perdono contro l'Inazuma Japan per 3-2. Affrontano l'Inazuma Japan nel Titanic Stadium (タイタニックスタジアム?, Taitanikku Sutajiamu).
Tattica Micidiale: Spinta Circolare (Circle Play Drive, サークルプレードライブ?, Sākuru purē doraibu):

Tattica difensiva. Otto giocatori che ruotano intorno al possessore di palla avversario portandolo nella sua area di rigore per poi rubargli il pallone.
Hector Helio, nome originale Rococo Urupa (ロココ・ウルパ?, Rokoko Urupa), capitano, portiere e attaccante, numero 1 da portiere e 18 da attaccante

Doppiato in giapponese da Yuki Kaida e in italiano da David Chevalier (anime e terzo gioco) e Cinzia Massironi (Inazuma Eleven Strikers)

Probabilmente il giocatore più potente di tutto il FFI, Hector dimostra una personalità seria e un carattere indipendente dagli altri. Nonostante somigli molto a Mark Evans come personalità e fisionomia, è un calciatore di una potenza immensa, capace di giocare al massimo delle sue capacità sia in attacco che in difesa. Usa le seguenti tecniche:
- Mano di Luce (ゴッドハンド?, Goddo hando):

Celebre tecnica di parata usata da Mark Evans e da suo nonno David prima di lui. Hector alza la mano destra, sopra la quale si materializza una grande mano lucente rossa, ed a questo punto Hector blocca la palla.
- Mano di Luce X (God Hand X, ゴッドハンドX?, Goddo hando ekkusu):

Tecnica di parata. Hector incrocia le braccia, scatta in avanti e trasferisce con la mano sinistra energia alla mano destra, creando una mano di luce rossa, e con essa blocca la palla. Anche il secondo portiere Keenan la sa eseguire. Questa tecnica leggendaria, per lungo tempo ritenuta invincibile, verrà battuta per la prima volta dalla Scarica Stellare (Tenkū Otoshi) di Xavier. Keenan evolverà la tecnica fino alla Mano di Luce X Potenza 2 (Shin God Hand X, 信ゴッドハンドX?, Shin goddo hando ekkusu, lett. "Vera God Hand X"). Anche il portiere della Raimon Samguk Han userà questa tecnica nella serie Inazuma Eleven GO: Chrono Stones.
- Mano Suprema (Tamashii the Hand, タマシイ・ザ・ハンド?, Tamashii za hando, lett. "Mano dell'anima"):

Tecnica di parata. Dal torace, in posizione del cuore, di Hector esce una mano rossa gigante che va a prendere la palla. Questa tecnica è considerata la versione suprema della Mano di Luce X. La evolve fino al Grado 2 (Tamashii the Hand G2).
- Calcio Rovesciato X (nome nell'anime) / Giravolta Esplosiva (nome nel videogioco Inazuma Eleven Strikers) (X Blast, Xブラスト?, Ekkusu burasuto):

Tecnica di tiro. Hector si accovaccia sulla palla e salta, portandosela dietro. Hector compie diverse giravolte su sé stesso, e poi si ferma con le gambe incrociate. Ad un certo punto, Hector "sbatte" le gambe sulla palla, che schizza velocemente in porta con un raggio rosso a forma di X. Lo evolve nel Calcio Rovesciato X livello 2 e nel Calcio Rovesciato X livello 3.
- Mano di Luce V (God Hand V, ゴッドハンドV?, Goddo hando bui):

Tecnica di parata usata solo nel videogioco Inazuma Eleven GO Strikers 2013. A Hector escono due ali di luce dalla mano, la porta dietro il corpo e di colpo materializza una Mano di Luce alata, facendola sbattere contro il pallone.
Zephyr Vitesse, nome originale Windy Faster (ウィンディ・ファスタ?, Windi Fasuta), difensore, numero 2

Doppiato in giapponese da Haruka Tomatsu e in italiano da ? (anime)

Amico d'infanzia di Hector. Somiglia molto a Nathan e, proprio come quest'ultimo, è velocissimo, tant'è che riesce ad intercettare il passaggio di Kevin rompendo Oltre il Cielo.
Walter Mountain (ウォルター・マウンテン?, Urutā Maunten), difensore, numero 3

Doppiato in giapponese da Yasuyuki Kase e in italiano da ? (anime) e ? (Inazuma Eleven Strikers)

Un difensore che ama mangiare ed è molto fifone. Somiglia molto a Jack. Usa la tecnica:
- Scossa Tremante (Ground Quake, グランドクェイク?, Gurando kweiku):

Tecnica di difesa. Walter dà un pugno al campo generando una barriera di terra. Usato principalmente per deviare la Scarica Stellare di Xavier. Stranamente Walter non pronuncia il nome della tecnica mentre la esegue, limitandosi a borbottare qualcosa.
Jimi Gaines, nome originale Gini Geino (ジニー・ゲイノ?, Jinī Geino), difensore, numero 4

Doppiato in giapponese da Gō Shinomiya e in italiano da ? (anime)

Somiglia molto a Jim con la differenza che ha i capelli neri e porta occhiali da sole per farsi notare, ma in realtà lo rendono una persona sinistra.
Ian Ferrum, nome originale Maron Ian (マロン・イアン?), difensore, numero 5

Doppiato in giapponese da Nami Miyahara e in italiano da ? (anime)

Piccolo di statura ma è sempre presente nei momenti cruciali. Somiglia molto a Tod con la differenza che ha i capelli verdi.
Quint Hampton, nome originale Shinti Hanpa (シンティ・ハンパ?), centrocampista, numero 6

Doppiato in giapponese da Yuka Nishigaki e in italiano da ? (anime)

Ha provato a farsi la permanente, ma i risultati non sono stati quelli sperati. Somiglia molto a Steve. Da notare che il cognome assomiglia molto al cognome originale di Steve, che è Handa.
Yasir Haddad, nome originale Yumu Rinji (ユーム・リンジー?, Yūmu Rinjī), centrocampista, numero 7

Doppiato in giapponese da Fumiko Orikasa e in italiano da ? (anime)

Gioca a calcio usando colpi di karate. Somiglia molto a Timmy con la differenza che ha gli occhi normali. Insieme a Gareth, usa la tecnica:
- Colpo Multiplo / Tiro Sdoppiante (Dual Strike, デュアルストライク?, Dyuaru sutoraiku):

Tecnica di tiro usata in coppia con Gareth. Gareth e Yasir si passano la palla così velocemente che la palla si sdoppia. I due tirano insieme e le due palle si uniscono formando un tiro dalla doppia potenza. La evolvono fino al livello 2.
Keith Ryan, nome originale Kito Ryand (キート・ライアンド?, Kīto Raiando), centrocampista, numero 8

Doppiato in giapponese da Hiro Shimono e in italiano da ? (anime)

Di carattere pavido, giocherella sempre con i suoi capelli. Somiglia molto a Sam con la differenza che ha i capelli afro rosa e indossa occhiali da sole. Usa la tecnica:
- Scarica Doppia / Doppio Impatto (Double Grenade, ダブルグレネード?, Daburu gurenēdo):

Tecnica di tiro. Keith tocca la palla (che splende di energia azzurra) prima col piede sinistro e poi con quello destro. Alla fine, Keith calcia con tutti e due i piedi. Keith evolve la tecnica fino al livello 2.
Maximino Cruz, nome originale Maxi Kuu (マキシ・クゥ?, Makishi Kuu), centrocampista, numero 9

Doppiato in giapponese da Nanae Katō e in italiano da ? (anime)

Atleta abile ma anche volubile. I suoi compagni hanno paura che lasci il calcio. Assomiglia molto a Max Carson. È il regista della manovra d'attacco della squadra. Usa la tecnica:
- Volo Planante (Air Ride, エアライド?, Ea raido):

Tecnica di tiro usata con Gareth. Gareth trasforma la palla in un hoverboard, Maximino ci va sopra e con un trick dribbla l'avversario. Da notare come Maximino tocchi la palla con la mano al momento del trick, cosa vietata nel calcio. Maximino evolve la tecnica fino al livello 3.
Gareth Flare, nome originale Gōshu Flare (ゴーシュ・フレア?, Gōshu Furea), attaccante, numero 10

Doppiato in giapponese da Junji Majima e in italiano da ? (anime)

Cannoniere della squadra, ha un carattere molto protettivo con la sua sorellina. Somiglia molto ad Axel. Usa le tecniche:
- Entrata Esplosiva (Heat Tackle, ヒートタックル?, Hīto takkuru):

Tecnica di dribbling. Gareth si circonda di fiamme e con uno scatto supera l'avversario. In realtà il tackle è un contrasto difensivo. La evolve nell'Entrata Esplosiva Evoluzione 1. Il nome della tecnica usato nei giochi per gli altri personaggi che la usano è Dribbling Rovente.
- Colpo Multiplo / Tiro Sdoppiante (Dual Strike, デュアルストライク?, Dyuaru sutoraiku):

Tecnica di tiro usata con Yasir.
- Volo Planante (Air Ride, エアライド?, Ea raido):

Tecnica di dribbling usata con Maximino.
Drago Hill (ドラゴ・ヒル?, Dorago Hiru), attaccante, numero 11

Doppiato in giapponese da Shūhei Sakaguchi e in italiano da ? (anime)

Attaccante della squadra nonché acerrimo rivale di Gareth. Assomiglia molto a Kevin Dragonfly. È molto agile e veloce. Il suo tiro è la:
- Morsa Doppia (Double Jaw, ダブル･ジョー?, Daburu jō):

Tecnica di tiro. Drago porta la palla a mezz'aria per poi sfiorarla e tirarla. Dietro di lui appare una dentatura scheletrica che "addenta" la palla al momento del tiro. La palla lascia una scia rossa a zig-zag. Verrà evoluta fino al livello 3 (Double Jaw V3).
Keenan DiFortune, nome originale Cain Saito (ケーン・サイトー?, Kēn Saitō), portiere, numero 12

Doppiato in giapponese da Mamoru Miyano e in italiano da ? (anime)

Conosce Hector da molto tempo e prova una grande ammirazione per lui. È il secondo portiere della squadra e somiglia molto a Darren. Subentra a Drago nella finale del FFI, in quanto Héctor è passato al ruolo di attaccante. Usa anche lui la tecnica Mano di Luce X Potenza 2 (Shin God Hand X, 信ゴッドハンドX?, Goddo hando ekkusu, lett. "Vera God Hand X") e nel gioco anche la Mano del Colosso Azzurra (Majin the Hand, マジン・ザ・ハンド?, Majin za hando, lett. "Mano del diavolo").
Jarell Mangrove, nome originale McCall Kisara (マッコール・キサッラ?, Makkōru Kisarra), difensore, numero 13

Doppiato in giapponese da Hinako Sasaki e in italiano da ? (anime)

Un burlone capace di rubare la palla quando gli avversari se lo aspettano di meno. Somiglia molto a Scott, con la differenza che ha le treccine nere.
Vic Vitrum, nome originale Maygar Neysan (メイガー・ネイサン?, Meigā Neisan), centrocampista, numero 14

Doppiato in giapponese da Nanae Katō e in italiano da ? (anime)

Stratega della squadra. I suoi compagni consultano lui per interpretare le tattiche degli avversari. Somiglia molto a Willy, con la differenza che indossa una bandana giallo-rosso-verde sulla testa e gli occhiali sono più spessi.
Li Leung, nome originale Ryū Skell (リュー・スケール?, Ryū Sukēru), centrocampista, numero 15

Doppiato in giapponese da Yūki Kaji e in italiano da ? (anime)

Calciatore molto popolare tra le ragazze. Rilassato fuori dal calcio, fortissimo quando gioca. Somiglia molto a Shawn con la differenza che indossa una bandana rossa in testa. Usa la tecnica:
- Fiamma Selvaggia / Fulmine Zig-Zag (Zig-Zag Spark, ジグザグスパーク?, Jiguzagu supāku):

Tecnica di dribbling. Li comincia ad andare a zig-zag con la palla e al momento giusto, rilascia un fulmine che elettrizza chiunque si pari davanti. La evolve fino al livello 2 (Zig-Zag Spark V2).
Jazzy Hedgeer, nome originale Skid Wu (スキッド・ウー?, Sukiddo Ū), attaccante, numero 16

Doppiato in giapponese da Shūhei Sakaguchi e in italiano da ? (anime)

Surfista dall'entusiasmo inesauribile. Indossa sempre una visiera alla moda. Somiglia molto a Hurley, con la differenza che ha i capelli arancioni raccolti in un cappellino.

### Matador Scarlatti (Spagna)
Nome originale: Red Matador (レッドマタドール?, Reddo Matadōru)

La selezione spagnola che sfida l'Inazuma Japan in un'amichevole visto che le due squadre sono entrambe al terzo posto nel proprio girone. Non riescono a passare la fase a gironi e chiudono il loro mondiale al terzo posto nel gruppo B con una vittoria contro i Grifoni della Rosa, due sconfitte contro Il Regno e la Brigata Brocken e un pareggio contro i Piccoli Giganti.
Alfonso Íñigo, nome originale Fermin Sanchez (フェルミン・サンチェス?, Ferumin Sanchesu), portiere, numero 1

Un portiere molto forte, infatti è il più potente portiere del gioco dopo Luceafãr, portiere della Ogre. Tenta di bloccare il Pinguino Imperatore n°3 senza usare tecniche, ma fallisce. Indossa una maschera che gli copre la bocca e i suoi capelli ricordano le corna di un toro. Il suo nome è un riferimento al Sanfermines. Usa nel gioco la tecnica:
- Tocco Pungente (Stinger, スティンガー?, Sutingā):

Sanchez allunga il braccio e, dopo aver fatto due passi all'indietro, si lancia contro il pallone per poi infilzarlo come con una spada.
José Costa (ホセ・コスタ?, Hose Kosuta), difensore, numero 2

Ha un sorriso inquietante.
José López, nome originale Rafael Lopez (ラファエル・ロペス?, Rafaeru Ropesu), difensore, numero 3

Assomiglia a Jim Wraith ma ha gli stessi occhi di Dave Quagmire quando era nella Epsilon.
Antonio Garrido, nome originale Antonio Galius (アントニオ・ガリウス?, Antonio Gariusu), difensore, numero 4

Alto di statura, ha la carnagione olivastra e somiglia ad un nativo americano.
Víctor García, nome originale Queraldo Navarro (ケラルド・ナバル?, Kurarudo Nabaru), difensore e capitano, numero 5

Doppiato in giapponese da Nobuya Mine e in italiano da ? (anime)

Ha i capelli lunghi castani e i denti aguzzi. Duro e coriaceo, è il regista d'attacco della squadra, nonostante sia un difensore, ed essa si basa su di lui durante le manovre offensive. Le sue tecniche sono:
- Finta del Torero (Matador Feint, マタドールフェイント?, Matadōru feinto):

Victor ferma la palla e tira fuori un mantello rosso, facendolo ondeggiare avanti e indietro. In questo modo, l'avversario rimane attratto dal drappo rosso cercando di prenderlo. Non appena cerca di prenderlo, Victor alza il drappo rosso dribblando quindi l'avversario. La tecnica ricorda molto la finta che il torero fa per evitare il toro alla carica.
- Colpo della Fionda (Sling Shot, スリングショット?, Suringu shotto):

Tecnica di tiro. Due giocatori tengono ferma la palla schiacciandola; dalle retrovie, arriva di corsa Victor che colpisce la palla allungandola, proprio come una fionda. Il tiro che ne scaturisce è molto potente.
Joan Rodríguez, nome originale Joan Nadal (ホアン・ナダル?, Hoan Nadaru), centrocampista, numero 6

Il suo nome originale è un riferimento al tennista Rafael Nadal.
Igor Ferreira, nome originale Igor Freire (イゴル・フレイレ?, Igoru Fureire), centrocampista, numero 7

Ha i capelli cespugliosi marroni.
Miguel Pereira, nome originale Mikel Pereiro (ミケル・ペレイロ?, Mikeru Pereiro), centrocampista, numero 8

Ha uno sguardo penetrante.
Borja Costa, nome originale Pedro Moreno (ペドロ・モレノ?, Pedoro Moreno), centrocampista, numero 9

Ha molti capelli e non si riesce a vedere gli occhi. Usa, nel gioco, la Finta del Torero (Matador Feint, マタドールフェイント?, Matadōru feinto).
Mateo Bonachea, nome originale Samuel Mayo (サムエル・マヨ?, Samueru Mayo), attaccante, numero 10

Ha i capelli neri ma due ciuffi sono di colore foglia di tè. Usa anche lui, nel gioco, la Finta del Torero (Matador Feint, マタドールフェイント?, Matadōru feinto) e il Colpo della Fionda (Sling Shot, スリングショット?, Suringu shotto).
Miguel Jimenez, nome originale Xavi Peroqui (ダビ・ペロキ?, Dabi Peroki), attaccante, numero 11

Ha i capelli grigi lunghi. Usa nel gioco la Finta del Torero (Matador Feint, マタドールフェイント?, Matadōru feinto).
Juan Espindola, nome originale Juan Sebeldia (ファン・スベルディア?, Fan Suberudia), portiere, numero 12

Ha un ciuffo di capelli che gli copre un occhio. In uno dei filmati del gioco indossa la maglia numero 1.
Isaac César (イサーク・セサル?, Isāku Sesaru), attaccante, numero 13

Ha i capelli grigi e un ciuffo violetto.
Laudelino Castor, nome originale Laudelino Sastre (ラウデリーノ・サストレ?, Rauderīno Sasutore), difensore, numero 14

Ha i capelli marrone cespugliosi e un naso appuntito.
Carlos Arroyo (カルロス・アロヨ?, Karurosu Aroyo), centrocampista, numero 15

Ha i capelli marroni e gli occhi celesti.
Federico Rubiera, nome originale Federico Riviera (フェデリコ・ルビエラ?, Federiko Rubiera), attaccante, numero 16

Ha i capelli marroni che gli scendono in due ciuffi sulle spalle.

### Grifoni della Rosa (Francia)
Nome originale: Rose Griffon (ローズグリフォン?, Rōzu Gurifon)

La selezione francese, compare nel videogioco e solo tre volte nell'anime: nell'episodio 68 quando viene presentato Paolo Bianchi, nell'episodio 85 durante la cerimonia d'apertura del FFI e nell'episodio 112, in cui il Brasile vince contro questa squadra per 3-0 grazie alla tripletta di Mac Robingo. Nella versione Ogre all'attacco! del terzo videogioco, affronta la Ogre prima dell'Inazuma Japan, perdendo 36-0, mentre nel film L'attacco della squadra più forte - Gli Ogre è la Zeus ad affrontarla prima della Raimon, ma perde con lo stesso risultato. Si viene a sapere che la squadra si classifica quinta nel girone B dopo una vittoria contro la Brigata Brocken e tre sconfitte contro Il Regno, i Matador Scarlatti e i Piccoli Giganti.
Roger Pialat, nome originale Ladgi Paara (ラッジ・パアラ?, Rajji Paara), portiere, numero 1

Ha i capelli marroni. Quando non gioca, si allena sul Montmartre. Usa nel gioco la tecnica:
- Tocco Pungente (Stinger, スティンガー?, Sutingā):

Pialat allunga il braccio e, dopo aver fatto due passi all'indietro, si lancia contro il pallone per poi infilzarlo come con una spada.
Pierre Godin (ピエール・ゴダン?, Piēru Godan), difensore e capitano, numero 2

Doppiato in giapponese da Shinji Kawada e in italiano da ? (anime)

Ha i capelli lunghi color foglia di tè. Nell'anime, durante la partita contro il Brasile, non aveva la fascia da capitano. Usa nel gioco le tecniche:
- Petali di Rosa (Rose Splash, ローズスプラッシュ?, Rōzu supurasshu):

Pierre tira evocando dei petali che circondano la palla.
- Danza del Fuoco (Flame Dance, フレイムダンス?, Fureimu dansu):

Pierre danza e dai suoi piedi escono delle fiamme che tolgono palla all'avversario.
Michaël Aron, nome originale Miguel Aaron (ミゲル・アーロン?, Migeru Āron), difensore, numero 3

Di statura grossa, ha la carnagione scura.
Francis Poujol, nome originale Franz Puyol (フランツ・プジョル?, Furantsu Pujoru), difensore, numero 4

Di statura grossa, abita vicino alla Tour Eiffel.
Kevin Pinot (ケビン・ピノ?, Kepin Pino), difensore, numero 5

Ha la carnagione marrone chiaro.
Roland Pérec (ローラン・ペレク?, Rōran Pereku), centrocampista, numero 6

Nonostante l'aspetto femminile, è un maschio.
Romauld Huysmans, nome originale Ronnie Weiss (ロニー・ワイス?, Ronī Waisu), centrocampista, numero 7

Lavora come modello a Parigi.
Stéphane Hinault, nome originale Stephane Henno (ステファン・エノ?, Sutefan Eno), centrocampista, numero 8

Sogna di diventare canzoniere (nel senso canadese, ovvero un cantautore che suona la chitarra). Usa nel gioco la tecnica Petali di Rosa (Rose Splash, ローズスプラッシュ?, Rōzu supurasshu).
Julian Rousseau (ジュリアン・ルソー?, Jurian Rusō), centrocampista, numero 9

Ha i capelli lunghi e biondi. Mette sempre in bocca una rosa, anche in partita. È un probabile riferimento al celebre anime Lady Oscar, anche se il cognome è quello del filosofo Jean-Jacques Rousseau. Nonostante indossi la maglia numero 9, nell'anime dopo la partita contro Il Regno lo si vede con indosso la maglia numero 7. Usa nel gioco la tecnica Petali di Rosa (Rose Splash, ローズスプラッシュ?, Rōzu supurasshu).
Jérôme Hervaud, nome originale Jérôme Eloi (ジェローム・エロワ?, Jerōmu Erowa), attaccante, numero 10

Ha la pelle marrone ed è calvo. Nel gioco usa il tiro:
- Tiro Tour Eiffel (Eiffel Drive,エッフェルドライブ?, Efferu doraibu):

Tecnica simile al Tiro della Torre di Suzette, con la differenza che al posto della torre di Osaka compare la Torre Eiffel e il tiro è più luminoso.
Alain Favreau, nome originale Alan Fario (アラン・ファリオ?, Aran Fario), attaccante, numero 11

Ha i capelli biondi portati da una fascia blu. Nel gioco usa anche lui la tecnica Eiffel Drive (エッフェルドライブ?, Efferu doraibu).
Émile Lazare, nome originale Émile Razzano (エミール・ラザノ?, Emīru Razano), portiere, numero 12

Ha i capelli bianco-blu. Usa anche lui la tecnica Tocco Pungente (Stinger, スティンガー?, Sutingā).
André Pinson, nome originale Andre Panzo (アンドレ・パンゾ?, Andore Panzo), difensore, numero 13

Ha la carnagione scura e i capelli biondi. Lo si vede sia nella sfida contro l'Orfeo nell'episodio 68 che nella sfida contro Il Regno.
Jean Gutain, nome originale Jean Jetin (ジャン・ジュタン?, Jan Jutan), difensore, numero 14

Ha i capelli viola e un sorriso beffardo. Lo si vede anche durante la sfida contro Il Regno.
Claude Moreau (クロード・モロー?, Kurōdo Marō), centrocampista, numero 15

Ha la faccia ovale marrone.
Michel Morland (ミシェル・モラン?, Misheru Moran), attaccante, numero 16

Di statura grossa, ha un ciuffo marrone.

### Brigata Brocken (Germania)
Nome originale: Brockenborg (ブロッケンボーグ?, Burokkenbōgu)

La selezione tedesca, appare nel videogioco e solo due volte nell'anime: nell'episodio 68 durante la presentazione di Edgar Partinus, in cui si apprende che ha affrontato l'Inghilterra ma ha perso, e nell'episodio 85, nella cerimonia d'apertura del FFI. Nel videogioco può essere affrontata dopo altre squadre dopo aver parlato con David Evans, una volta terminata la storia. Si classifica quarta nel girone B dopo un pareggio con i Piccoli Giganti, una vittoria contro i Matador Scarlatti e due sconfitte contro i Grifoni della Rosa e Il Regno.
Torsten Welger (トルステン・ベルガー?, Torusuten Berugā), portiere, numero 1

Indossa una maschera antigas. Nel gioco usa le tecniche:
- Barriera Laser (Shoot Wrap, シュートラップ?, Shūto rappu):

Simile alla Gabbia Elettrica di Lars Luceafãr della Ogre, con la differenza che le linee laser sono rosse.
- Tocco Pungente (Stinger, スティンガー?, Sutingā):

Belgar allunga il braccio e, dopo aver fatto due passi all'indietro, si lancia contro il pallone per poi infilzarlo come con una spada.
Aleksander "Alek" Hausen, nome originale Aleksander Hausen (アレクサンダー・ハウゼン?, Arekusandā Hauzen), difensore, numero 2

Ha i capelli color oliva.
Heinrich Farber, nome originale Heinrich Fritz (ハインリヒ・フリッツ?, Heinrihi Furittsu), difensore, numero 3

Molto grosso di statura. Il suo nome è un riferimento a Clemens Fritz. Usa nel gioco la tecnica:
- Visione Sommersa (U-Boat, U・ボート?, Yū bōto):

Fritz salta e si nasconde nel terreno, per poi superare l'avversario con la palla al piede sbucando all'improvviso fuori dal terreno. La tecnica ricorda molto il movimento di un sottomarino: il nome originale della tecnica deriva infatti da quello dei sottomarini tedeschi della prima e della seconda guerra mondiale, gli U-Boot o in inglese U-Boat.
Kurt Zawel (クルト・ザベル?, Kuruto Zaberu), difensore, numero 4

Ha una statura grossa e le basette. Nell'anime indossa la maglia numero 7, anche se il suo vero numero è il 4.
Luka Schmidt (ルーカ・シュミット?, Rūka Shumitto), difensore, numero 5

Indossa un Pickelhaube.
Theodor "Theo" Ulrich, nome originale Theodor Ulrich (テオドール・ウルリッヒ?, Teodōru Ururihhi), centrocampista, numero 6

Ha i capelli marroni di cui un grosso ciuffo è alzato.
Jan Oster, nome originale Jan Oldeno (ヤン・オルデノ?, Yan Orudeno), centrocampista, numero 7

Indossa gli occhiali. Usa nel gioco la tecnica Visione Sommersa (U-Boat, U・ボート?, Yū bōto).
Niklas Kuster, nome originale Niklas Kaster (ニクラス・カスター?, Nikurasu Kasutā), centrocampista, numero 8

Ha i capelli grigi chiari e indossa gli occhiali.
Jonas Polk, nome originale Jonas Borak (ヨナス・ポラック?, Yonasu Borakku), centrocampista e capitano, numero 9

Indossa una bandana nera e una benda di ferro sull'occhio sinistro. Usa nel gioco le tecniche:
- Visione Sommersa (U-Boat, U・ボート?, Yū bōto):
- Calcio Fiammeggiante (Gun Shot, ガンショット?, Gan shotto):

Simile alla Lancia Micidiale di Lancer con la differenza che la palla emana energia gialla.
Maximillian Müller, nome originale Maximilian Miraz (マキシミリアン・ミラツ?, Makishimirian Miratsu), attaccante, numero 10

Indossa una fascia rossa scura. Usa nel gioco la tecnica Visione Sommersa (U-Boat, U・ボート?, Yū bōto).
Peter Naumann, nome originale Peter Nimke (ペーター・ニムケ?, Pētā Nimuke), attaccante, numero 11

La prima punta della squadra, ha una cicatrice nell'occhio sinistro. Usa nel gioco le tecniche:
- Visione Sommersa (U-Boat, U・ボート?, Yū bōto)
- Pioggia Esplosiva (Assault Shoot, アサルトシュート?, Asaruto shūto):

Tecnica di tiro. Simile alla Raffica Micidiale di Escavan Malice della Ogre, con la differenza che le palle dei cannoni e quella originale non sono cariche di energia oscura.
Gerhard Enders (ゲラルト・エンダース?, Gerarudo Endāsu), portiere, numero 12

Grosso di statura, ha la faccia dipinta di blu e piena di cicatrici. In uno dei filmati del gioco indossa la maglia numero 1. Nell'episodio 68, durante la presentazione di Edgar Partinus nella partita tra la Germania e l'Inghilterra, Gergard gioca da titolare. Usa nel gioco anche lui come Belgar la tecnica Barriera Laser (Shoot Wrap, シュートラップ?, Shūto rappu).
Erwin Völz (エルビン・フォルツ?, Erubin Foruttsu), attaccante, numero 13

Ha i capelli grigi e uno sguardo truce. Per certi tratti assomiglia ad una ragazza.
Jens Hoffmann (イエンス・ホフマン?, Iensu Hofuman), attaccante, numero 14

Di statura bassa, ha i capelli viola.
Ernst Fliedner, nome originale Ernst Frodeno (エルンスト・フロデノ?, Erunsuto Furodeno), centrocampista, numero 15

Piccolo di statura, ha i capelli biondi.
Emmanuel Ewerz, nome originale Manuel Ewerz (マヌエル・エーヴェルス?, Manueru Ēverusu), difensore, numero 16

Grosso di statura, ha i capelli rossi raccolti in una treccia e occhi senza pupille.

### Antilopi della Savana (Sudafrica)
Nome originale: The Great Horn (ザ・グレイトホーン?, Za Gureito Hōn)

La selezione sudafricana che appare solo nel videogioco. Hanno raggiunto le finali delle qualificazioni africane ma hanno perso contro i Piccoli Giganti. Come la Brigata Brocken, possono essere affrontati dopo altre squadre dopo aver parlato con David Evans, una volta terminata la storia.
Zolani Baloi (ゾラニ・バロイ?, Zorani Baroi), portiere, numero 1

Grosso di statura, ha occhi piccoli neri e i capelli biondi in treccine.
Dakarai Furman, nome originale Dinga Figulan (ディンガ・フィグラン?, Dinga Figuran), difensore, numero 2

Grosso di statura, ha la carnagione scura.
Jake Fana (ジェイク・ファナ?, Jeiku Fana), difensore e capitano, numero 3

Grosso di statura, ha i capelli marroni con una linea gialla e ha un sorriso inquietante.
Masego Molelo, nome originale Muzonge Ledowaba (ムゾンゲ・レドワバ?, Muzonge Redowaba), difensore, numero 4

Ha una bandana simile a quella di Vic Vitrum dei Piccoli Giganti che gli copre gli occhi.
Cassius Tobler, nome originale Caxias Tobela (カシアス・トベラ?, Kashiasu Tobera), difensore, numero 5

Ha i capelli blu ed è piccolo di statura.
Anton Nortje, nome originale Athol Nolkia (アソール・ノルキア?, Asōru Norukia), centrocampista, numero 6

Grosso di statura, ha i capelli blu in treccine e labbra grosse.
Adam Marunga, nome originale Abari Maringa (アバリ・マリンガ?, Abari Maringa), centrocampista, numero 7

Ha i capelli viola.
Siyabonga Mahlangu, nome originale Thulani Mhlongo (スラニ・ムロンゴ?, Surani Murongo), centrocampista, numero 8

Ha i capelli marroni cespugliosi.
Reggie Ines (レジー・イネス?, Rejī Inesu), attaccante, numero 9

Ha i capelli rossi ed è piccolo di statura.
Nathan Tswane, nome originale Natal Tsola (ナタル・ツォラ?, Nataru Tsora), attaccante, numero 10

Ha i capelli bianchi in treccine.
Melisizwe Zamani, nome originale Mulamuli Zamani (ムラムリ・ザマニ?, Muramuri Zamani), attaccante, numero 11

Ha i capelli rossi a cresta e le labbra leggermente grosse.
Kennedy McCarthy, nome originale Kenede Murobetsui (ケネデ・ムロベッヅィ?, Kenede Murobezzui), difensore, numero 12

Vorrebbe scoprire una miniera d'oro per fare fortuna, ma non sa da dove cominciare
Moeneeb Booysen, nome originale Mbulelo Tsimba (ムブレロ・ツィンバ?, Muburero Tsinba), difensore, numero 13

Pianta nuovi alberi per contrastare gli effetti del riscaldamento globale
Herschel De Villiers, nome originale Hezekiel De Villiers (ヘゼキエル・デビリアズ?, Hezekieru Debiriazu), attaccante, numero 14

Ha una particolare affinità con tutti gli animali selvaggi. Una volta ha cavalcato un leone
Hugh Makebe, nome originale Hugh Makeba (ヒュー・マケバ?, Hyū Makeba), portiere, numero 15

Ha una fascia rossa che gli copre la testa.
Themba Sepeng (テンバ・セペング?, Tenba Sepengu), centrocampista, numero 16

Vorrebbe coltivare fiori sudafricani per farli conoscere al mondo intero.

### Squadre solo menzionate
- The Barracuda (ザ・バラクーダ?, Za Barakūda), Arabia Saudita: è riuscita a sconfiggere al primo turno delle qualificazioni asiatiche i Re Mediani venendo poi sconfitta per 4-0 dalla Fire Dragon.
- Red Viper (レッドバイパー?, Reddo Baipā), Uzbekistan: è stata sconfitta al primo turno delle qualificazioni asiatiche dalla Fire Dragon.
- Garuda Volanti, nome originale Southern Cross (サザンクロス?, Sazan Kurosu), Thailandia: è stata sconfitta al primo turno delle qualificazioni asiatiche dai Leoni del Deserto.
- Re Mediani, nome originale Last Emperor (ラストエンペラー?, Rasuto Enperā), Cina: è stata sconfitta al primo turno delle qualificazioni asiatiche dalla The Barracuda.

## Altre squadre

### Neo Japan (Giappone)
Nome originale: Neo Japan (ネオジャパン?, Neo Japan)

Una squadra creata da Aquilina "Lina" Schiller (Hitomiko Kira) e Dave Quagmire per diventare la nuova squadra rappresentante del Giappone. Lei ne è l'allenatrice. Nonostante i giocatori siano vecchie conoscenze e le tecniche pure ma evolute, l'Inazuma Japan li sconfigge tenendo il posto di rappresentante.
Joseph "Joe" King, nome originale Kōjirō Genda (源田 幸次郎?, Genda Kōjirō), portiere, numero 1
Alan Master, nome originale Ken'ya Narukami (成神 健也?, Narukami Ken'ya), difensore, numero 2
Zack Cummings/Zohen (nome alieno), nomi originali Hanzō Ishidaira/Zohan (石平 半蔵／ゾーハン?, Ishidaira Hanzō/Zōhan), difensore, numero 3
Argie Bargie, nome originale Takeshi Gōin (郷院 猛?, Gōin Takeshi), difensore, numero 4
Daniel Hatch, nome originale Taiki Jimon (寺門 大貴?, Jimon Taiki), difensore, numero 5
Neil Turner, nome originale Arata Shimozuru (下鶴 改?, Shimozuru Arata), centrocampista, numero 6
Sail "Cloak" Bluesea, nome originale Saiji Kirigakure (霧隠 才次?, Kirigakure Saiji), centrocampista, numero 7
Johan Tassman, nome originale Hiroyuki Yūkoku (幽谷 博之?, Yūkoku Hiroyuki), centrocampista, numero 8
Wilbur Watkins/Wittz (nome alieno), nomi originali Yuu Izuno/Weeze (伊豆野 由宇／ウィーズ?, Izuno Yuu/Wīzu), attaccante, numero 9
Dave Quagmire/Dvalin (nome alieno), nomi originali Osamu Saginuma/Dezarm (砂木沼 治／デザーム?, Saginuma Osamu/Dezāmu), centrocampista e capitano, numero 10
Zeke Valanche/Zell (nome alieno), nomi originali Ryūichirō Segata/Zell (瀬方 隆一郎／ゼル?, Segata Ryūichirō/Zeru), attaccante, numero 11
Ethan Whitering/Heat (nome alieno), nomi originali Shigeto Atsuishi/Heat (厚石 茂人／ヒート?, Atsuishi Shigeto/Hīto), centrocampista, numero 12
Henry "Hera" House, nome originale Tadashi Hera (平良 貞?, Hera Tadashi), difensore, numero 13
Tyler Murdock, nome originale Tsutomu Mukata (武方 努?, Mukata Tsutomu), attaccante, numero 14
Jonas "Demeter" Demetrius, nome originale Yutaka "Demeteru" Demete (出右手 豊 （デメテル）?, Demete Yutaka (Demeteru)), attaccante, numero 15
Mark Hillvalley, nome originale Hiroshi Makiya (牧谷 寛?, Makiya Hiroshi), difensore, numero 16

### Team D
Nome originale: Team K (チームK?, Chīmu Kei)

La nuova squadra di Ray Dark, chiamato poi "Mister D." (in originale "Mister K", ミスターK?, Misutā Kei), creata per sostituire la Orfeo come rappresentante dell'Italia. Verrà sconfitta da quest'ultima grazie a Mark Evans, Jude Sharp, David Samford e Caleb Stonewall che rimpiazzano i giocatori infortunati da Dark stesso. I nomi dei giocatori, tranne quello di Giulio, ricordano nomi di colori in italiano (nella versione europea non tutti), mentre i cognomi sono nomi di minerali o gemme preziose.
Indigo Lazuli (インディゴ・ラズリ?, Indigo Razuri), portiere, numero 1

Sa sempre cos'è giusto e cos'è sbagliato. Entrò nel Team D per salvarsi la pelle. Robusto portiere con capelli marroni. Para senza difficoltà il tiro di Paolo durante la partita contro l'Orfeo.
Romeo Diamante, nome originale Rozeo Diamante (ロゼオ・ディアマンテ?), difensore, numero 2

Vuole giocare a calcio per avere successo a seguito di un'infanzia difficile. Assomiglia a una femmina per via dei capelli rosa.
Alessio Turchese, nome originale Azubel Turchese (アズベル・トルケーゼ?, Azuberu Torukēze), difensore, numero 3

Si batte per l'ambiente e per tenere pulite le città d'arte. Grosso di statura, ha i capelli marrone chiaro cespugliosi e una fascia bianca che gli copre gli occhi.
Nereo Agata, nome originale Nerro Agata (ネッロ・アーガタ?, Nerro Āgata), difensore, numero 4

Gioca a calcio per diventare famoso e vivere in una grande città. Basso di statura, ha i capelli triangolari.
Azzurro Zaffiro (アズロ・ザッフィーレ?, Azuro Zaffīro), difensore numero 5

È un membro di un'organizzazione che vuole proteggere Venezia dall'alta marea. Ha i capelli fucsia.
Beldio Smeraldo, nome originale Verdio Smeraldo (ベルディオ・ズメラルド?, Berudio Sumerarudo), centrocampista, numero 6

Amante di monumenti di Roma e desidera riportarli al loro antico splendore. Gioca nella fascia destra del campo e viene usato come esca per ingannare la difesa della Orfeo.

"Beldio" è un'altra possibile traslitterazione corretta del katakana ベルディオ (Berudio), dato che anche il nome "Beldio" potrebbe essere trascritto così in giapponese, ma il nome originale è da intendersi "Verdio" dato che tutti assomigliano a nomi di colori in italiano.
Rosso Granato (ロッソ・グラナート?, Rosso Guranāto), centrocampista, numero 7

Di origini nobili, è un aristocratico che vuole rendersi utile nella vita. Ha i capelli grigi e gli occhi rossi.
Galo Topazio, nome originale Giallo Topazio (ジャッロ・トパーツィオ?, Jarro Topātsio), centrocampista, numero 8

Sogna di diventare un grande artista, anche se non ha ancora raggiunto la fama. Ha i capelli a forma di cono e porta un sorriso inquietante.
Vittorio Amatista, nome originale Violette Ametista (ビオレテ・アメティスタ?, Biorete Ametisuta), attaccante, numero 9

Ha un carattere arrogante e aggressivo. Ha i capelli color argento portati da una fascia bianca.
Giulio Acuto, nome originale Demonio Strada (デモーニオ・ストラーダ?, Demōnio Sutorāda), centrocampista e capitano, numero 10

Doppiato in giapponese da Chihiro Suzuki e in italiano da Leonardo Caneva (anime) e ? (Inazuma Eleven Strikers)

È la nuova vittima di Ray Dark. Voleva a tutti i costi giocare i mondiali, così si è fatto plagiare da Ray Dark che gli ha fatto indossare degli occhialini da aviatore e una mantellina. Dopo la partita contro la Orfeo si redimerà e tornerà a giocare il suo calcio. Era già un ottimo giocatore e, dopo essersi sottoposto al progetto RH di Dark, è migliorato enormemente. Nonostante ciò, il progetto RH nella partita gli annebbierà la vista per un gran lasso di tempo. Il suo tiro speciale è il:
- Pinguino Imperatore X (Kōtei Penguin X, 皇帝ペンギンX?, Kōtei pengin ekkusu):

Sembra essere una modifica positiva del Pinguino Imperatore n°1. I pinguini sono neri.
Bianco Perla (ビアンコ・ペルラ?, Bianko Perura), attaccante, numero 11

Sogna di diventare sommelier anche se non ha mai assaggiato una bottiglia di vino. Ha la statura alta e capelli color verde oliva chiaro.
Grigio Quarzo, nome originale Grigio Gesso (グリッジョ・ジェッソ?, Gurijjo Jesso), portiere, numero 12

Vorrebbe trascorrere una serata romantica a Roma ma tutte le ragazze lo rifiutano. Grosso di statura, ha le labbra ed il naso grossi.
Pardo Berillo (パルド・ベリッロ?, Parudo Berirro), difensore, numero 13

Sogna di diventare un tenore d'opera nonostante sia stonato come una campana. Ha uno sguardo aggressivo e i capelli blu.
Marrone Corniola, nome originale Marrone Titanio (マッローネ・ティタニート?, Marrōne Titanīo), centrocampista, numero 14

Gli piace preparare pizze di sua invenzione anche se risultano immangiabili. Ha la carnagione scura e i capelli bianchi.
Amaranto Rubino (アマラント・ルビーノ?, Amaranto Rubīno), centrocampista, numero 15

Prima di diventare calciatore era stato deriso dalla voglia di esserlo. Alto di statura, ha i capelli rosso scuro.
Avorio Opale, nome originale Rattimo Opale (ラッティモ・オパーレ?, Rattimo Opāre), attaccante, numero 16

Sogna di diventare un modello famoso anche se ancora nessuno lo conosceAlto di statura, ha i capelli biondo chiaro che quasi gli coprono gli occhi.

### Daystar
Nome originale: Tenkū no Shito (天空の使徒? lett. "Apostoli del cielo")

Una squadra composta da angeli che l'Inazuma Japan affronta insieme a Edgar e Paolo. Essi hanno rapito Suzette Hartland per farla sposare al re demone ("Re del Popolo di Notturnia" nella versione italiana dell'anime). Sono in contrasto con i demoni da millenni. Cinque giocatori della squadra (otto in Inazuma Eleven GO) fanno parte della Dark Star.
Anorel, nome originale Enolel (エノレル?, Enoreru), portiere, numero 1

Un grosso portiere in grado parare ogni tiro con la tecnica:
- Zona Suprema (Holy Zone, ホーリーゾーン?, Hōrī zōn):

Enolel dà un pugno al terreno e sopra di lui appare un cerchio che manda una luce che rallenta il pallone fino a bloccarlo del tutto.
Nenel (ネネル?, Neneru), difensore, numero 2

Doppiato in giapponese da Takahiro Mizushima e in italiano da ? (anime) e ? (Inazuma Eleven Strikers)

Tiene sempre gli occhi chiusi.
Genel (ゲネル?, Generu), difensore, numero 3

Grosso di statura, ha i capelli color senape.
Ekadel (エカデル?, Ekaderu), difensore, numero 4

Doppiato in giapponese da Yūichi Nakamura e ? (anime) e ? (Inazuma Eleven Strikers)

Il primo angelo che Suzette incontra nel Giardino del Paradiso. Usa la tecnica:
- Luce Ascendente (Go to Heaven, ゴー・トゥ・ヘブン?, Gō tu hebun):

Ekadel manda una luce che appare sotto l'avversario. La luce colpisce l'avversario e il pallone viene rubato.
Lephiel, nome originale Elfel (エルフェル?, Eruferu), difensore, numero 5

Doppiato in giapponese da Nobuya Mine e in italiano da ? (anime) e Claudio Ridolfo (Inazuma Eleven Strikers)

Mostra sempre un carattere tranquillo, anche quando gioca. Indossa una bandana bianca.
Sachinel, nome originale Sakinel (サキネル?, Sakineru), centrocampista, numero 6

Molto grosso, ha un ciuffo viola.
Wenel, nome originale Winel (ウイネル?, Uineru), centrocampista, numero 7

Doppiato in giapponese da Junji Majima e in italiano da ? (anime) e ? (Inazuma Eleven Strikers)

È molto leale a Sael. Usa la tecnica:
- Pallone Alato (Angel Ball, エンゼルボール?, Enzeru bōru):

Wenel lancia il pallone e a quest'ultimo crescono delle ali e un'aureola. La palla vola intorno all'avversario e lo supera, poi arriva Wenel che la "calpesta" facendola diventare normale.
Ientel, nome originale Aiel (アイエル?, Aieru), centrocampista, numero 8 nel gioco e 9 nell'anime

Ha un carattere solare. Durante la partita, ruba facilmente la palla a Kevin.
Nuel, nome originale Enuel (エヌエル?, Enueru), centrocampista, numero 9 nel gioco e 8 nell'anime

Piccolo di statura, sembra un bambinetto.
Gaiel, nome originale Guel (ギュエール?, Gyuēru), attaccante, numero 10

È carina e gentile ma quando gioca è aggressiva.
Sael/Cress Heavens, nome originale Sein (セイン?), attaccante e capitano della Daystar, poi attaccante della Dark Star, numero 11

Doppiato in giapponese da Yuki Kaida e in italiano da Alessio Puccio (anime) e Claudio Ridolfo (Inazuma Eleven Strikers)

All'inizio sembra una persona arrogante, ma dopo la sconfitta della Daystar diventa un ragazzo di animo buono. Dopo che Destra lo convince a formare la Dark Star, torna cattivo per poi tornare ancora buono in seguito ad uno scontro con la Respinta Inazuma. Usa le tecniche:
- Colpo Celestiale (Heaven Drive, ヘブンドライブ?, Hebun doraibu):

Tecnica di una potenza incredibile. Sael calcia il pallone alto in cielo. La palla poi risplende, e come un tuono si abbatte sul portiere avversario.
- Raggio Ombra (Shadow Ray, シャドウ・レイ?, Shadou rei)

Tecnica usata con Destra nella Dark Star. I due giocatori saltano e Sael colpisce il pallone in rovesciata dopo un cross a mezz'aria di Destra.

### Night Star
Nome originale: Makai Gundan Z (魔界軍団Z?, Makai Gundan Zetto, lett. "Armata infernale Z")

Una squadra composta da demoni che l'Inazuma Japan affronta insieme a Mark, Dylan e Tiago. Essi hanno rapito Celia Hills per assorbire la sua forza al Re dei Demoni ("Re del Popolo di Notturnia" nella versione italiana dell'anime). Sei giocatori della squadra (otto in Inazuma Eleven GO) fanno parte della Dark Star.
Tattica Micidiale: Tuono Oscuro (Black Thunder, ブラックサンダー?, Burakku sandā):

Destra mette le mani sui fianchi e dei fulmini neri vanno su tutti tranne lui, bloccandoli. Destra guadagna una velocità incredibile e, a tempo scaduto, raggiunge la porta e con un piccolo calcio manda la palla in porta.
Astaroth (アスタロス?, Asutarosu), portiere, numero 1

Doppiato in giapponese da Mamoru Miyano e in italiano da ? (anime) e ? (Inazuma Eleven Strikers)

Ostinato a bloccare tutti i tiri. Per farlo usa la tecnica:
- Colpo Finale (The End, ジ・エンド?, Ji endo):

Con un gesto della mano, Astaroth blocca il pallone e pian piano lo fa andare in un'altra dimensione. La evolve fino al livello 3.
Rubú, nome originale Belzebù (ベルゼブ?, Beruzebu), difensore, numero 2

Ha i capelli blu scuro e occhi color blu-violetto.
Agor, nome originale Abigol ( アビゴール?, Abigōru), difensore, numero 3

È molto alto e porta un solo occhiale.
Hebimos, nome originale Hebimoth (ヘビーモス?, Hebīmosu), difensore, numero 4

Porta una testa di bufalo che gli copre parte del viso.
Belal, nome originale Belial  (ベリアル?, Beriaru), difensore, numero 5

Ha i capelli verde-grigio che assomigliano a due corna.
Malphas, nome originale Mephisto (メフィスト?, Mefisuto), centrocampista, numero 6

È così forte che è in grado di sbattere a terra Caleb.
Gorja, nome originale Glasya (グラーシャ?, Gurāsha), centrocampista, numero 7

Ha la corporatura bassa e assomiglia a un clown.
Barbatos o Borba (バルバトス?, Barubatosu), centrocampista, numero 8

Ragazza con i capelli arancioni che assomigliano a due corna e gli occhi con la sclera nera.
Arakunè, nome originale Arachnes (アラクネス?, Arakunesu), centrocampista, numero 9

Doppiato in giapponese da Fumiko Orikasa e in italiano da ? (anime) e ? (Inazuma Eleven Strikers)

Ha i capelli color verde scuro. Inoltre, adora i tipi ribelli come Caleb. Usa la tecnica:
- Pallone Malefico (Devil Ball, デビルボール?, Debiru bōru):

Simile al Pallone Alato, solo che il pallone ha le ali e la coda forcuta.
Zanos, nome originale Satanathos (サタナトス?, Satanatosu), attaccante, numero 10

Doppiato in giapponese da Shūhei Sakaguchi e in italiano da ? (anime) e ? (Inazuma Eleven Strikers)

Grosso di statura e dall'aspetto mostruoso. Usa la tecnica:
- Luce Discendente (Go to Hell, ゴー・トゥ・ヘル?, Gō tu heru):

Versione opposta alla Luce Ascendente. Zanos, sbatte il piede al suolo e un raggio nero colpisce l'avversario dall'alto. Il pallone sbuca dal terreno vicino a Zanos.
Destra/Kyle Hells, nome originale Desuta (デスタ?), attaccante e capitano della Night Star col numero 11 e della Dark Star col numero 10

Doppiato in giapponese da Kensuke Satō e in italiano da Luca Ghignone (anime) e Davide Garbolino (Inazuma Eleven Strikers)

È arrogante e rozzo, ma molto forte nel tiro. Convince Sael a formare la Dark Star e cattura Celia per farla assorbire dal re del popolo di notturnia. Usa le tecniche:
- Potenza Oscura (Dark Matter, ダークマター?, Dāku matā):

Destra salta e il pallone viene colpito con la suola, emanando una strana Materia Oscura.
- Raggio Ombra (Shadow Ray, シャドウ・レイ?, Shadou rei):

Tecnica usata con Sael nella Dark Star. I due giocatori saltano e Sael colpisce il pallone in rovesciata dopo un cross a mezz'aria di Destra.

### Dark Star
Nome originale: Dark Angel (ダークエンジェル?, Dāku Enjeru)

L'equivalente della Chaos nel terzo gioco. È composta da sei giocatori della Night Star e cinque della Daystar, controllati dai demoni grazie ad una pietra simile a quella di Alius. In Inazuma Eleven GO possiedono delle riserve, assenti nei precedenti giochi e nell'anime: la squadra diventa quindi formata da otto giocatori della Night Star e otto della Daystar.

I giocatori della Daystar sono indicati con le iniziali DS, quelli della Night Star con NS.
Astaroth (アスタロス?, Asutarosu), portiere, numero 1 (NS)
Rubú, Nome originale Belzebù (ベルゼブ?, Beruzebu), difensore, numero 2 (NS)
Nenel (ネネル?, Neneru), difensore, numero 3 (DS)
Hebimos, nome originale Hebimoth (ヘビーモス?, Hebīmosu), difensore, numero 4 (NS)
Lephiel, nome originale Elfel (エルフェル?, Eruferu), difensore, numero 5 (DS)
Malphas, nome originale Mephisto (メフィスト?, Mefisuto), centrocampista, numero 6 (NS)
Zanos, nome originale Satanathos (サタナトス?, Satanatosu), centrocampista, numero 7 (NS)
Gaiel, nome originale Guel (ギュエール?, Gyuēru), centrocampista, numero 8 (DS)
Wenel, nome originale Winel (ウイネル?, Uineru), centrocampista, numero 9 (DS)
Destra, nome originale Desuta (デスタ?), attaccante e capitano, numero 10 (NS)
Sael, nome originale Sein (セイン?), attaccante, numero 11 (DS), capitano in Inazuma Eleven GO: Chrono Stones
 Anorel, nome originale Enolel (エノレル?, Enoreru), portiere, numero 12 (DS)
Ekadel (エカデル?, Ekaderu), difensore, numero 13 (DS)
Belal (ベリアル?, Beriaru), centrocampista, numero 14 (NS)
Ientel, nome originale Aiel (アイエル?, Aieru), centrocampista, numero 15 (DS)
Arakunè, nome originale Arachnes (アラクネス?, Arakunesu), centrocampista, numero 16 (NS)

### Zoolan Team
Nome originale: Team Garshield (チーム・ガルシルド?, Chīmu Garushirudo)

Una squadra creata da Zoolan Rice. I giocatori, fra i quali c'è anche il suo braccio destro Phil A. Minion, hanno usato il Programma RH e indossano delle sciarpe rosse. Affrontano l'Inazuma Japan nella zona dei Piccoli Giganti, dove la stavano distruggendo. Nella versione originale tutti i giocatori, tranne Phil, non hanno nomi propri ma nomi in codice di animali in inglese, che nella versione europea diventano soprannomi ma tradotti in italiano, Nel gioco possiedono anche delle riserve, assenti nell'anime.
Cyril "Volpe" Fox, nome originale Fox (フォクス?, Fokusu), portiere, numero 1

Doppiato in giapponese da Yūki Kaji e in italiano da ? (anime)

Portiere in grado di prevedere le mosse degli avversari grazie ai consigli di Zoolan. Di aspetto apparentemente femminile. Usa la tecnica:
- Ragno Gigante (Big Spider, ビッグスパイダー?, Biggu supaidā):

Fox incrocia le braccia per poi estenderle. Dietro di lui appaiono otto zampe di ragno che bloccano il pallone.
Jacques "Sciacallo" Allemand, nome originale Jackal (ジャッカル?, Jakkaru), difensore, numero 2

Doppiato in giapponese da Tetsu Inada e in italiano da ? (anime)

Un giocatore che gioca in maniera sporca per merito di Zoolan. Ha un sorriso inquietante. Da notare la sciarpa rossa attorcigliata sulla fronte.
Phil A. Minion, nome originale Lubbock Henktacker (ラボック・ヘンクタッカー?, Rabokku Henkutakkā), difensore e capitano, numero 3

Doppiato in giapponese da Masahito Yabe e in italiano da ? (anime) e ? (Inazuma Eleven Strikers)

Il fedele tirapiedi di Zoolan e capitano della squadra sottovalutato per il fisico grassottello e l'aria sorridente.
Buddy "Bufalo" Plains, nome originale Buffalo (バファロ?, Bafaro), difensore, numero 4

Una volta aveva paura di farsi male giocando a calcio. È riuscito a vincere questa paura grazie a Zoolan. Ha la corporatura grossa proprio come un bufalo.
 Dean "Dingo" Goddard, nome originale Dingo (ディンゴ?), difensore, numero 5

Inizialmente non era portato per il gioco di squadra ma Zoolan glielo fece insegnare. Ha i capelli bianconeri.
Cecil "Gufo" Crowley, nome originale Owl (オウル?, Ouru), centrocampista, numero 6

Aveva problemi alla vista impedendogli di vedere con la luce diurna prima che Zoolan li risolvesse. Indossa la sciarpa rossa sulla parte superiore della faccia, che gli copre gli occhi.
Seth "Istrice" Hedges, nome originale Hedgehog (ヘッジホッグ?, Hejjihoggu), centrocampista, numero 7

Grazie a Zoolan ha imparato come contrastare gli avversari. Di statura piccola, ha i capelli biondi. Ha un'elevazione notevole.
Niccolò "Mantide" Mantegna, nome originale Mantis (マンティス?, Mantisu), centrocampista, numero 8

Doppiato in giapponese da Haruka Tomatsu e in italiano da ? (anime)

Ha imparato il suo stile di gioco grazie a Zoolan. Indossa la sciarpa rossa che gli copre la bocca. Usa la tecnica:
- Sfondamento 3 (nome nell'anime) / Calcio Stordente 3 (nome nel videogioco Inazuma Eleven Strikers) (Judge Through 3, ジャッジスルー3?, Jajji surū surī):

Usata con Corvo. Mantide esegue la Grande Illusione mentre il suo compagno calcia tutti e tre i palloni verso l'avversario. Alla fine l'avversario cade a terra a causa dei palloni lanciati con forza e la palla (tornata normale) viene presa da Corvo.
Damien "Corvo" Crawford, nome originale Crow (クロウ?, Kurou), centrocampista, numero 9

Doppiato in giapponese da Yasuyuki Kase e in italiano da ? (anime)

Regista della squadra, è soprannominato il "Tristo mietitore". Ha i capelli viola e indossa la sciarpa rossa che gli copre l'occhio destro. Usa le tecniche:
- Calcio delle Tenebre (Demon Cut, デーモンカット?, Dēmon katto):

Simile al Taglio Roteante con la differenza che l'energia emanata è viola e appare una faccia demoniaca.
- Sfondamento 3 (nome nell'anime) / Calcio Stordente 3 (nome nel videogioco Inazuma Eleven Strikers) (Judge Through 3, ジャッジスルー3?, Jajji surū surī):

Usata con Mantis.
 Avinash "Coyote" Chowdhury, nome originale Coyote (コヨーテ?, Koyōte), attaccante, numero 10

Doppiato in giapponese da Nobuya Mine e in italiano da ? (anime)

Da quando ha conosciuto Zoolan, ha ritrovato la fiducia in sé stesso. Di probabile origine indiana visto il puntino rosso sulla fronte. Usa la tecnica:
- Calcio Fiammeggiante (Gun Shot, ガンショット?, Gan shotto):

Simile alla Lancia Micidiale di Bash con la differenza che la palla emana energia gialla.
Sedgley "Scorpione" Scofield, nome originale Scorpion (スコーピオ?, Sukōpio), attaccante, numero 11

Ha imparato a fare la differenza in campo grazie a Zoolan. Di statura piccola, ha i capelli color foglia di tè.
Grizzler "Orso" Bruin, nome originale Goliath (ゴライアス?, Goraiasu), portiere, numero 12

Un tempo peccava di precisione. Con Zoolan, ora ha la mira di un cecchino. Grosso di statura, ha i capelli grigi. Indossa una bandana fucsia sulla testa. Nel gioco gioca come difensore pur essendo un portiere.
Ian C. "Ragno" Wincy, nome originale Spider (スパイダー?, Supaidā), difensore, numero 13

Inizialmente dal fisico gracilino, Zoolan lo ha trasformato in un carro armato. Alto di statura, ha i capelli celesti. Indossa una bandana fucsia sulla testa. Nel gioco gioca come portiere pur essendo un difensore.
Bandy "Zebra" Horsman, nome originale Giraffe (ジラフ?, Jirafu), centrocampista, numero 14

In campo era sempre insicuro. Con Zoolan ora ha i nervi d'acciaio. Ha i capelli biondi e la carnagione scura. Indossa una bandana fucsia in testa.
Ali "Alligatore" Caiman, nome originale Gavial (ガビアル?, Gabiaru), attaccante, numero 15

Grazie a Zoolan, il suo controllo di palla è migliorato nettamente. Un ciuffo gli copre un occhio e ha la carnagione grigia. Indossa una bandana fucsia sulla testa.
Chris "Falena" Ellis, nome originale Papillon (パピヨン?, Papiyon), difensore, numero 16

Inizialmente era un giocatore con poca resistenza fisica. Ora Zoolan lo ha reso instancabile. Basso di statura, ha i capelli neri. Indossa una bandana fucsia sulla testa.

### Regola del Quattro
Nome originale: Jūni Tennō (十二天王? lett. "Dodici signori del cielo")

È una della squadre nascoste affrontabili nel terzo gioco. È composta da giocatori già comparsi in altre squadre nascoste, tranne Bernadette Stoker, e si ritiene che sia la squadra nascosta più forte. Per affrontarla, bisogna parlare con un robot vicino ad un ponte rotto sull'isola dove si è svolta la partita tra Inazuma Japan e L'Impero, dopo aver finito la storia, e nella versione Ogre all'attacco! si può affrontare anche nel "Torneo" che si gioca parlando con una donna nel Titanic Stadium o nello stadio del Giappone.
Ted Autumn, nome originale Akihito Byakko (白虎 明仁?, Byakko Akihito), portiere, numero 1

Ha i capelli grigi. Usa la tecnica:
- Raffica Esplosiva (Bakuretsu Punch, 爆裂パンチ?, Bakurestu panchi, lett. "Pugno esplosivo"):

Evoluzione del Pugno di Fuoco di Mark Evans. È una rapida raffica di pugni infuocati quasi invisibili ad occhio nudo.
Ray "Spade" Pier, nome originale Kyōhei "Sword" Tsurugi (剣 恭平 （ソード）?, Tsurugi Kyōhei (Sōdo)), difensore, numero 2

Ispirato alle picche delle carte. Indossa una maschera e un copricapo da giullare blu-celeste.

Il suo cognome originale, Tsurugi (剣?), significa "spada", e per questo è soprannominato Sword, "spada" in inglese.
Seamus "Club" Rock, nome originale Kento "Clover" Kon, difensore, numero 3

Ispirato ai fiori delle carte. Indossa una maschera e un copricapo verde a forma di fiore.
Jen "Heart" Erris, nome originale Yume "Heart" Takuhishi, difensore, numero 4

Ispirato ai cuori delle carte. Indossa una maschera rosa e un copricapo rosso a forma di cuore.
Jude "Diamond" Ellery, nome originale Kendo "Diamond" Takumu (棍 健斗 （ダイヤモンド）?, Takumu Kendo (Daiyamondo)), difensore, numero 5

Ispirato ai quadri delle carte. Indossa una maschera e un copricapo giallo a forma di quadrato.
Verne Spring, nome originale Haruki Seiryū (青龍 春紀?, Seiryū Haruki), centrocampista, numero 6

Un ciuffo di capelli verdi gli copre l'occhio destro.

Haru (春?) in giapponese significa "primavera", così come Spring in inglese.
George Winters, nome originale Fuyuki Genbu (玄武 冬樹?, Genbu Fuyuki), centrocampista, numero 7

Ha i capelli biondi lunghi e indossa gli occhiali.

Fuyu (冬?) in giapponese significa "inverno". Anche il cognome europeo Winters si riferisce all'inverno, in inglese winter.
Alan Sumner, nome originale Natsuhiko Suzaku (朱雀 夏彦?, Suzaku Natsuhiko), centrocampista, numero 8

Ha i capelli marroni.

Natsu (夏?) in giapponese significa "estate". Anche il cognome europeo Sumner ricorda summer, in inglese "estate".
Tom Skipper, nome originale Yō "Captain" Kabutenji (歌舞天寺 洋 （キャプテン）?, Kabutenji Yō (Kyaputen)), attaccante, numero 9

Sogna di diventare pirata e di esplorare il mondo con una ciurma. Somiglia molto a David Samford e indossa un capello da pirata.
Ian Flappable, nome originale Kaoru Hakunu (波久奴 花王瑠?, Hakunu Kaoru), attaccante, numero 10

Ha un aspetto femminile e somiglia molto a Pierre Godin e Julien Rosseau dei Grifoni della Rosa. Usa le tecniche:
- Freccia Saettante (Divine Arrow, ディバインアロー Dibain arō?):

Hakunu colpisce ripetutamente la palla con dei calci velocissimi, mentre essa si carica elettricamente. Dopodiché, con una giravolta, Hakunu calcia con potenza il pallone nella porta avversaria.
- Tiro Angelico (nome nel videogioco) / Ariete Supremo (nome nell'anime) (God Break, ゴッドブレイク?, Goddo bureiku):

Evoluzione del Colpo Supremo di Byron Love. In questo caso, la palla risplende di più, le ali bianche diventano di color oro ed è colpita con il tacco.
Bernadette Stoker, nome originale Karen Toga (砥鹿 火蓮?, Toga Karen), attaccante e capitano, numero 11

Ragazza con la carnagione mulatta e i capelli marroni-grigi.
Isla Pullens, nome originale Doroe "Pierrone" Numagami, portiere, numero 12

Adora sedurre i ragazzi e questi ultimi cadono di fronte alla sua rete. È grossa di statura, ha un sorriso inquietante e i capelli biondi cespugliosi ed indossa un berretto rosso. Usa le tecniche:
- Scudo di Terra (Chabudai Gaeshi, ちゃぶだいがえし? lett. "Lancio arrabbiato del tavolo"):

Numagami evoca dal terreno uno scudo piatto di terra che blocca il pallone e lo respinge.
- Unghiata Letale (Slash Nail, スラッシュネイル?, Surasshu neiru)
- Vortice Magnetico (Yugamu Kūkan, ゆがむ空間? lett. "Deformare lo spazio"):

Numagami rotea le mani e crea un nucleo oscuro che blocca il pallone. È una tecnica ipnotica, poiché si avvale del fatto che l'attaccante guarda fisso il cerchio e si distrae.

### Squadre solo menzionate
- Cherry Blossom (桜咲木?, Sakurazaki): nel gioco e nell'anime si scopre che ha partecipato al Football Frontier e doveva affrontare la Royal Academy, ma a causa di una rissa tutti i membri della squadra furono infortunati e non poterono giocare, quindi la Royal vinse per abbandono. Secondo Seymour Hillman, la squadra era una delle favorite durante il torneo regionale ed era talmente forte che sarebbe riuscita a sconfiggere la Royal. Si scopre inoltre che il loro allenatore era Percival Travis (Michiya Kudō).

## Personaggi del futuro (solo versioneOgre all'attacco!)

### Canon Evans
Canon Evans, nome originale Kanon Endō (円堂 カノン?, Endō Kanon), attaccante

Doppiato in giapponese da Junko Takeuchi e in italiano da Davide Garbolino (terzo gioco e Inazuma Eleven Strikers) e Andrea Oldani (film)

Compare già nella versione Tempesta di fuoco del secondo videogioco in una squadra sfidabile chiamata Squadra Canon (Team Kanon, チームカノン?, Chīmu Kanon), ma ricompare come personaggio più importante nella versione Ogre all'attacco! del terzo videogioco e nel film L'attacco della squadra più forte - Gli Ogre. Pronipote di Mark Evans, arriva dal futuro e precisamente da 80 anni dopo il Football Frontier International, per aiutare il nonno a sconfiggere la Ogre, che vuole distruggere la Raimon. Indossa come Mark una fascia rossa. Ha i suoi stessi occhi. Porterà dal futuro di Mark degli amici che incontrerà, essi sono: Shawn Froste, Austin Hobbes, Archer Hawkins, Paolo Bianchi e Xavier Foster. Sarebbe comparso anche come protagonista del videogioco mai pubblicato per telefono cellulare Inazuma Eleven Future. Canon sa usare le seguenti tecniche:
- Respinta Inazuma (Megaton Head, メガトンヘッド?, Megaton heddo)

Tecnica originaria di Mark. Una mano, chiusa a pugno, si materializza sulla testa di Canon e colpisce con forza il pallone. Questa tecnica si rivela sia una tecnica difensiva, sia offensiva.
- Richiamo del Lupo (Wolf Legend, ウルフレジェンド?, Urufu rejendo)

Tecnica originaria di Shawn Froste. Canon tira il pallone che viene tagliato dagli artigli di un lupo; dopodiché, la palla diventa rossa e, mentre Canon urla come un lupo, la palla schizza verso la porta.
- Cannonata Rovente (God Cannon, ゴッドキャノン?, Goddo kyanon):

Unica tecnica originaria di Canon. Canon allunga la palla, poi salta e la colpisce con entrambi i piedi accumulando luce, elettricità e potenza.

### Elzes Killard
Elzes Killard (エルゼス・キラード?, Eruzesu Kirādo)

Doppiato in giapponese da Seiji Sasaki e in italiano da Pino Pirovano (film)

È un professore proveniente dal futuro, che ha i capelli biondi e lunghi e porta gli occhiali da sole. Nella versione Ogre all'attacco! del terzo gioco e nel film L'attacco della squadra più forte - Gli Ogre aiuta Canon Evans a radunare "i più forti alleati di sempre" portandoli da un futuro più vicino: Shawn Froste, Austin Hobbes, Archer Hawkins, Paolo Bianchi e Xavier Foster. Alla fine è contento di vedere la Raimon vincere. Anche lui appare nel trailer del videogioco mai pubblicato Inazuma Eleven Future.

### Ogre
La Ogre (オーガ?, Ōga, dall'inglese "orco" o "demone"), che nel film si iscrive al Football Frontier con il nome di Ogre Academy (王牙学園?, Ōga Gakuen, "Gakuen" significa "accademia"), è una squadra proveniente dal futuro e composta da militari, scelti dal loro capo per il progetto di distruzione dell'Inazuma Japan nel gioco e della Raimon nel film. È allenata da Drayce Bausen, nome originale Bauzen (バウゼン? doppiato in giapponese da Jōji Nakata) e capitanata da Bash Lancer. Essa vuole distruggere la Raimon Eleven usando il calcio. Compare nella versione Ogre all'attacco! del terzo videogioco, nel film L'attacco della squadra più forte - Gli Ogre e nel videogioco Inazuma Eleven Strikers. Nel gioco sconfigge i Grifoni della Rosa per 65-0 e poi sfida l'Inazuma Japan, mentre nel film sconfigge la Zeus per 36-0 e poi sfida la Raimon. I giocatori della Ogre sono i seguenti (i nomi originali indicati dopo la "/" sono soprannomi):
Lars Luceafãr, nome originale Zagomel Zande (ザゴメル・ザンデ?, Zagomeru Zande), portiere, numero 1

Doppiato in giapponese da Jun Konno e in italiano da ? (Inazuma Eleven Strikers)

Di aspetto simile ad un cinghiale, è un portiere fortissimo, tanto da essere il più potente portiere del gioco; riesce a fermare il Volo della Fenice. Le sue tecniche sono:
- Presa Voltaica (Needle Hammer, ニードルハンマー?, Nīdoru hanmā):

Luceafãr fa caricare di elettricità il pugno, poi avanza verso il pallone e lo cattura nella mano.
- Gabbia Elettrica (Electric Trap, エレキトラップ?, Ereki torappu):

Luceafãr attiva delle linee elettriche laser con i movimenti delle mani che rallentano il pallone quando le attraversa.
- Alta Tensione (High Voltage, ハイボルテージ?, Hai borutēji):

Utilizzando i due difensori Lump Trungus e Bump Trungus come poli elettrici, Luceafãr genera un campo elettrico intensissimo che blocca il pallone.
Lump Trungus, nome originale Gebo Trungus / Geboo (ゲボ・トランガス / ゲボー?, Gebo Torangasu / Gebō), difensore, numero 2

Doppiato in giapponese da Mamoru Miyano e in italiano da ? (Inazuma Eleven Strikers)

Ha il simbolo positivo sulla fronte.
Bump Trungus, nome originale Bubo Trungus / Buboo (ブボ・トランガス / ブボー?, Bubo Torangasu / Bubō), difensore, numero 3

Doppiato in giapponese da Yūki Kaji e in italiano da ? (Inazuma Eleven Strikers)

Ha il simbolo negativo sulla fronte.
Radd Ischer, nome originale Daikko Būka (ダイッコ・ブーカ?), difensore, numero 4

Doppiato in giapponese da Tōru Nara e in italiano da ? (Inazuma Eleven Strikers)

Ha la pelle bianca.
Jynx Jenkins, nome originale Ginis Jinkins / Ginisky (ジニス・ジンキンス / ジニスキー?, Jinisu Jinkinsu / Jinisukī), difensore, numero 5

Doppiato in giapponese da Yasuyuki Kase e in italiano da ? (Inazuma Eleven Strikers)

Ha i capelli neri e grigi.
Oni Triumvir, nome originale Sandayuu Mishima (サンダユウ・ミシマ?, Sandayuu Mishima), centrocampista, numero 6

Doppiato in giapponese da Kiyotaka Furushima e in italiano da ? (Inazuma Eleven Strikers)

Ha i capelli grigi.
Drachen Gunther, nome originale Drache Gunther (ドラッヘ・ギュンター?, Dorahhe Gyuntā), centrocampista, numero 7

Doppiato in giapponese da Nobuya Mine e in italiano da ? (Inazuma Eleven Strikers)

Ha un corpo muscoloso e la sclera nera.
Ichabod Stark, nome originale Ikka Stacks / Ikkas (イッカ・スタックス / イッカス?, Ikka Sutakkusu / Ikkasu), centrocampista, numero 8

Doppiato in giapponese da Yūichi Nakamura e in italiano da ? (Inazuma Eleven Strikers)

Ha la pelle bianca e capelli gialli scuri.
Escavan Malice, nome originale Eska Bamel / Eskaba (エスカ・バメル / エスカバ?, Esuka Bameru / Esukaba), attaccante, numero 9

Doppiato in giapponese da Tatsuhisa Suzuki e in italiano da ? (Inazuma Eleven Strikers)

Uno dei tre principali attaccanti della squadra. È un personaggio sinistro, ed altrettanto malvagio. Le sue tecniche sono:
- Raffica Micidiale (Death Rain, デスレイン?, Desu rein):

Tecnica di tiro. Escavan evoca dal terreno dei cannoni, ognuno con una palla che si carica di energia oscura; le palle si dirigono in porta dopo che Escavan calcia la palla originale, anch'essa carica di energia oscura.
- Triangolo Micidiale (Death Break, デスブレイク?, Desu bureiku)

Usata con Bash e Mystral.
Bash Lancer, nome originale Badap Sleed (バダップ・スリード?, Badappu Surīdo), attaccante e capitano, numero 10

Doppiato in giapponese da Hiroshi Kamiya e in italiano da ? (Inazuma Eleven Strikers), Ruggero Andreozzi (terzo gioco) e Massimo Di Benedetto (film)

È il capitano della squadra. Dotato di una grande potenza, prima della sconfitta con la Raimon, pensava al calcio come ad un'arma di distruzione, ma poco prima di essere richiamato nel suo tempo, grazie a Mark, capisce che il calcio è uno sport appassionante e che si gioca col cuore, ma principalmente gli rimane impressa una parola di quelle che Mark gli dice: "coraggio". Grazie a Mark, infatti, Bash capisce che non importa cosa succede: se sei coraggioso ed hai fiducia in te stesso, puoi cambiare il futuro. Bash sa usare le seguenti tecniche:
- Lancia Micidiale (Death Spear, デススピア一?, Desu supiā):

Bash alza la palla e la sferza con i piedi, trasformandola in una lancia oscura che schizza in porta.
- Triangolo Micidiale (Death Break, デスブレイク?, Desu bureiku):

La tecnica più potente della Ogre. Tecnica combinata di Bash, Mystral e Escavan. Bash alza la palla mentre Escavan e Mystral saltano. Mentre la palla inizia a risplendere di luce rosso-sangue, Bash la calcia in rovesciata mentre Escavan e Mystral la colpiscono al volo, facendola diventare una mazza chiodata oscura, contornata da un'aura maligna. Mentre si dirige verso la porta, la palla è accompagnata da un demone.
- Sfondamento 3 (nome nell'anime) / Calcio Stordente 3 (nome nel videogioco Inazuma Eleven Strikers) (Judge Through 3, ジャッジスルー3?, Jajji surū surī):

Usato da Bash solo nel videogioco Inazuma Eleven Strikers.
- Pinguino Imperatore n°2 (Kōtei Penguin Nigō, 皇帝ペンギン2号?, Kōtei pengin nigō):

Tecnica di tiro usata in combinazione con Caleb Stonewall e Bailong nel film Inazuma Eleven - Chō jigen dream match. Bash e Bailong scattano in avanti, quindi Caleb fischia, facendo sbucare dal terreno cinque pinguini imperatori blu, e calcia la palla, che va verso Bash e Bailong seguita dai pinguini; i due calciano insieme la palla e la spediscono in porta, sempre seguita dai pinguini.
Mystral Callous, nome originale Mistrene Callous / Mistre (ミストレーネ・カルス / ミストレ?, Misutorēne Karusu / Misutore), attaccante, numero 11

Doppiato in giapponese da Kumiko Watanabe e in italiano da ? (Inazuma Eleven Strikers)

Uno dei tre principali attaccanti della Ogre, i suoi lineamenti lo fanno sembrare una femmina. Usa la tecnica del Triangolo Micidiale (Death Break, デスブレイク?, Desu bureiku) con Bash e Escavan.

## Altri personaggi
Maxtor Lunde, nome originale Maxter Land (マクスター・ランド?, Makusutā Rando)

Doppiato da Gō Shinomiya e in italiano da Fabrizio Levita (terzo gioco)

Ha i capelli ricci rossi, un pizzetto e indossa degli occhiali rossi. È il commentatore delle partite del Football Frontier International assieme a Levin Murdoch. Nella serie reboot Inazuma Eleven Orion no Kokuin Maxtor mantiene il suo ruolo di commentatore del Football Frontier International ma stavolta affiancato da Chester Horse Sr.
Levin Murdoch (レビン・マードック?, Rebin Mādokku)

Doppiato da Yakkun Sakurazuka e in italiano da Gianni Bersanetti

Ha i capelli grigi lunghi raccolti in una coda che gli cade sulla spalla sinistra e gli occhi azzurri. È il secondo commentatore delle partite del Football Frontier International assieme a Maxtor Lunde, e in passato è stato un celebre giocatore della lega europea.
Carl Kappa, nome originale Kappa Kamezaki (亀崎 河童?), portiere

Doppiato in giapponese da Etsuko Kozakura e in italiano da ? (anime)

È un personaggio che assomiglia molto ad un kappa. I kappa sono creature delle leggende giapponesi, umanoidi, con folte sopracciglia, una specie di becco e un guscio di tartaruga sul dorso. Compare nel terzo videogioco e nell'episodio 100 dell'anime, dove viene visto da Mark, nonostante nessuno gli creda, e aiuta con una partita nell'allenamento Xavier e Scott, che verranno sconfitti per 17-1 da Carl ed un suo amico, prima della partita contro l'Italia. È stato concepito dai fan con un concorso di disegno ufficiale. Sa usare le seguenti tecniche:
- Bomba Fasulla (nome nel videogioco) / Fiammata Immaginaria (nome nell'anime) (Fake Bomber, フェイクボンバー?, Feiku bonbā):

Carl corre verso l'avversario che ha il pallone rubandolo e rimpiazzandolo con una bomba che poi esploderà. Solo nell'anime è Carl Kappa ad usarla.
- Tiro Illusorio (Liar Shot, ライアーショット?, Raiā shotto):

Carl col pallone fa accumulare potenza al pallone facendolo splendere di celeste, poi alza la palla che perde potenza e dribbla l'avversario.
Shiratori Foster, nome originale Shiryū Shiratori (白鳥 紫竜?, Shiratori Shiryū), difensore

È un personaggio che compare nella versione Ogre all'attacco! del terzo gioco, in cui chiede a Canon Evans di giocare a calcio con lui e gli passa la palla, ma Canon gliela ripassa per andare a vedere cosa sta succedendo in un'altra parte della città. Sarebbe comparso come giocatore della squadra del futuro di Canon Evans nel gioco mai pubblicato per il telefono cellulare Inazuma Eleven Future. Ha i capelli medio-lunghi e bianco-grigi ed occhi di colore lilla. Nel trailer di Inazuma Eleven Future si vede che gioca come difensore.
Syon Blaze, nome originale Masato Gōenji (豪炎寺 真人?, Gōenji Masato), attaccante
Questa pagina contiene anche informazioni derivate da Inazuma Eleven Wiki (EN)  utilizzate c licenza Creative Commons Attribution-ShaeAlike 3.0 Unported (CC BY-SA 3.0)